# Escultura neoclásica

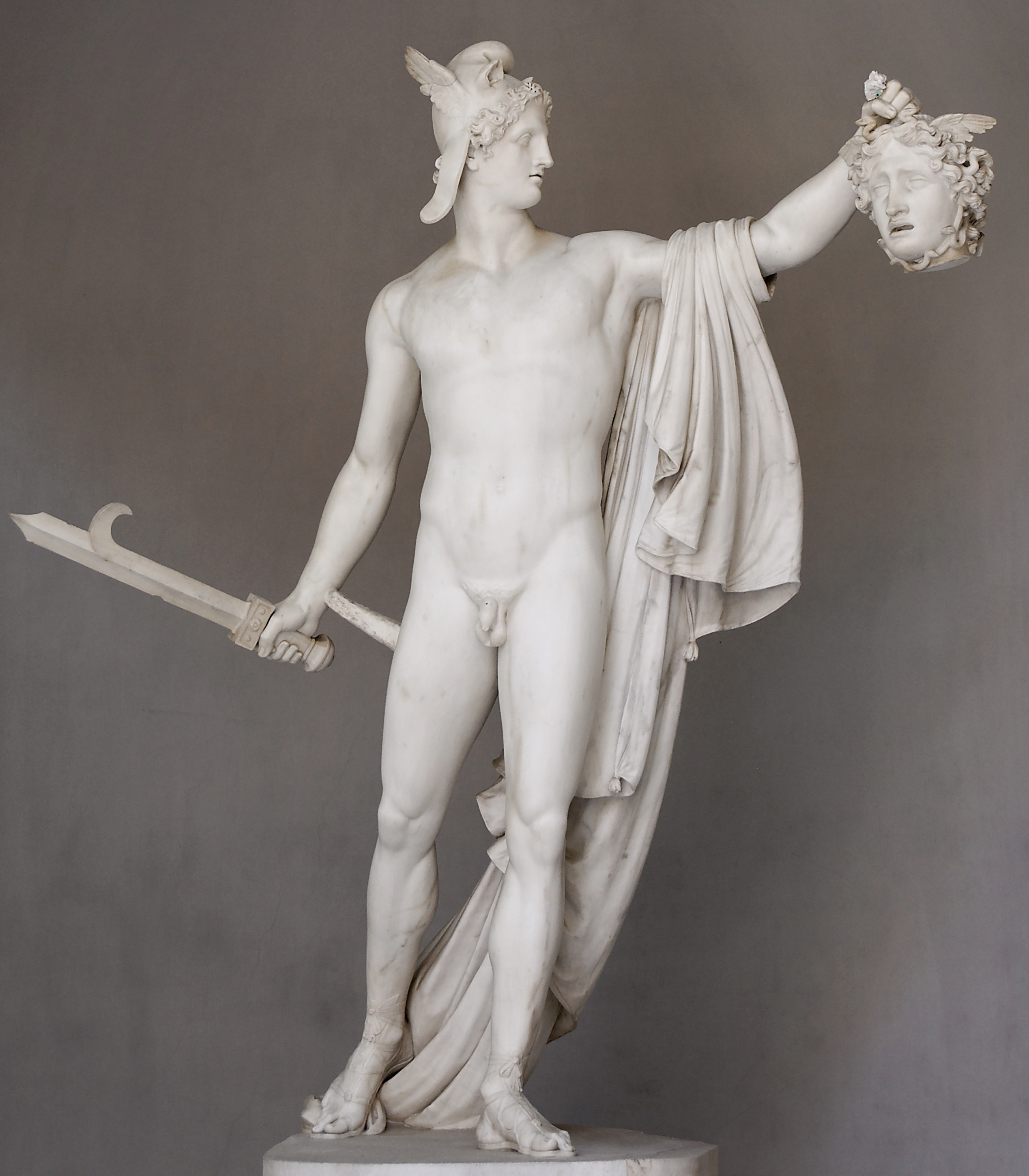
Perseo con la cabeza de Medusa (c. 1800), de Antonio Canova (Museos Vaticanos)

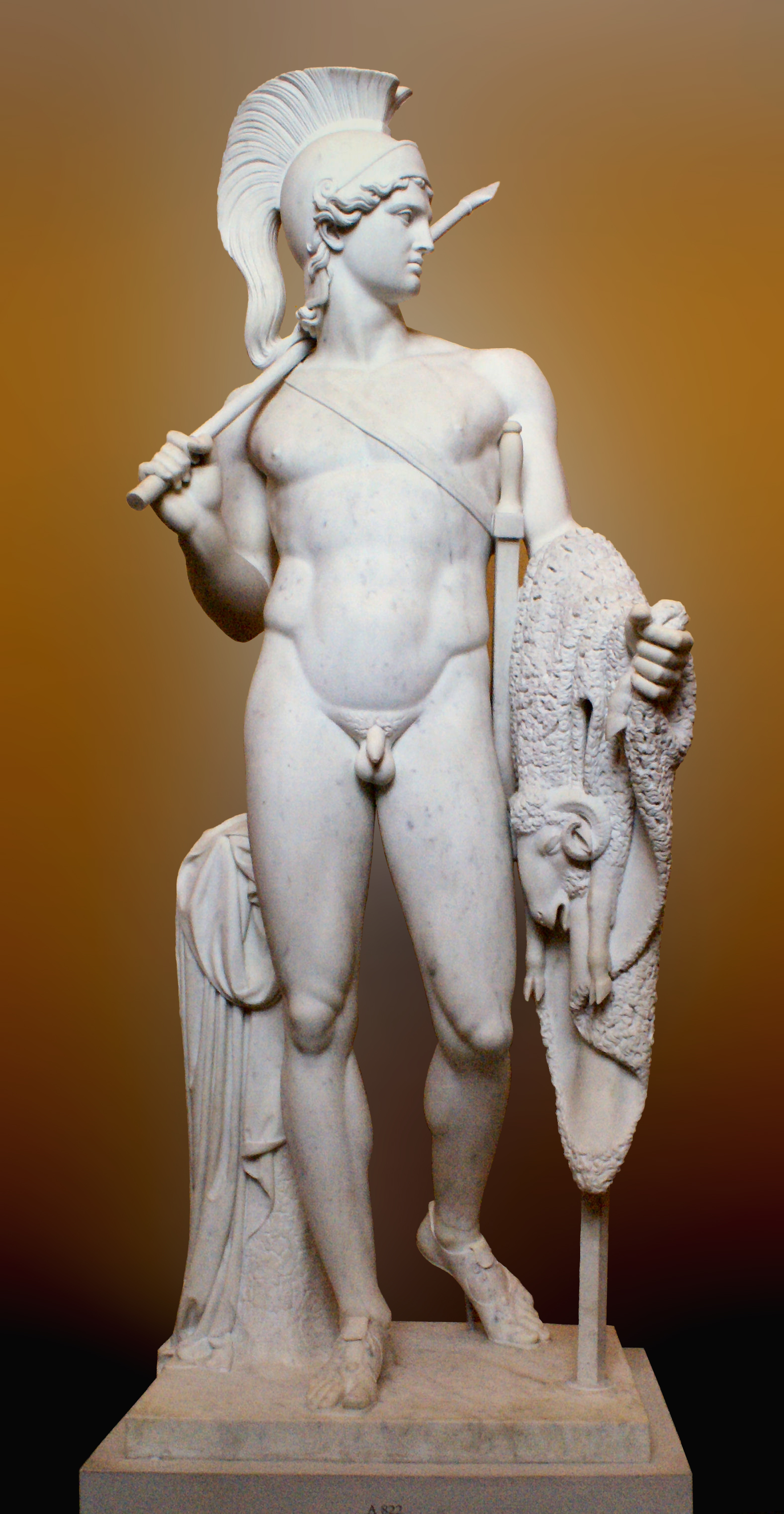
Jasón y el vellocino de oro (1803), primera obra maestra de Bertel Thorvaldsen (Museo Thorvaldsen)

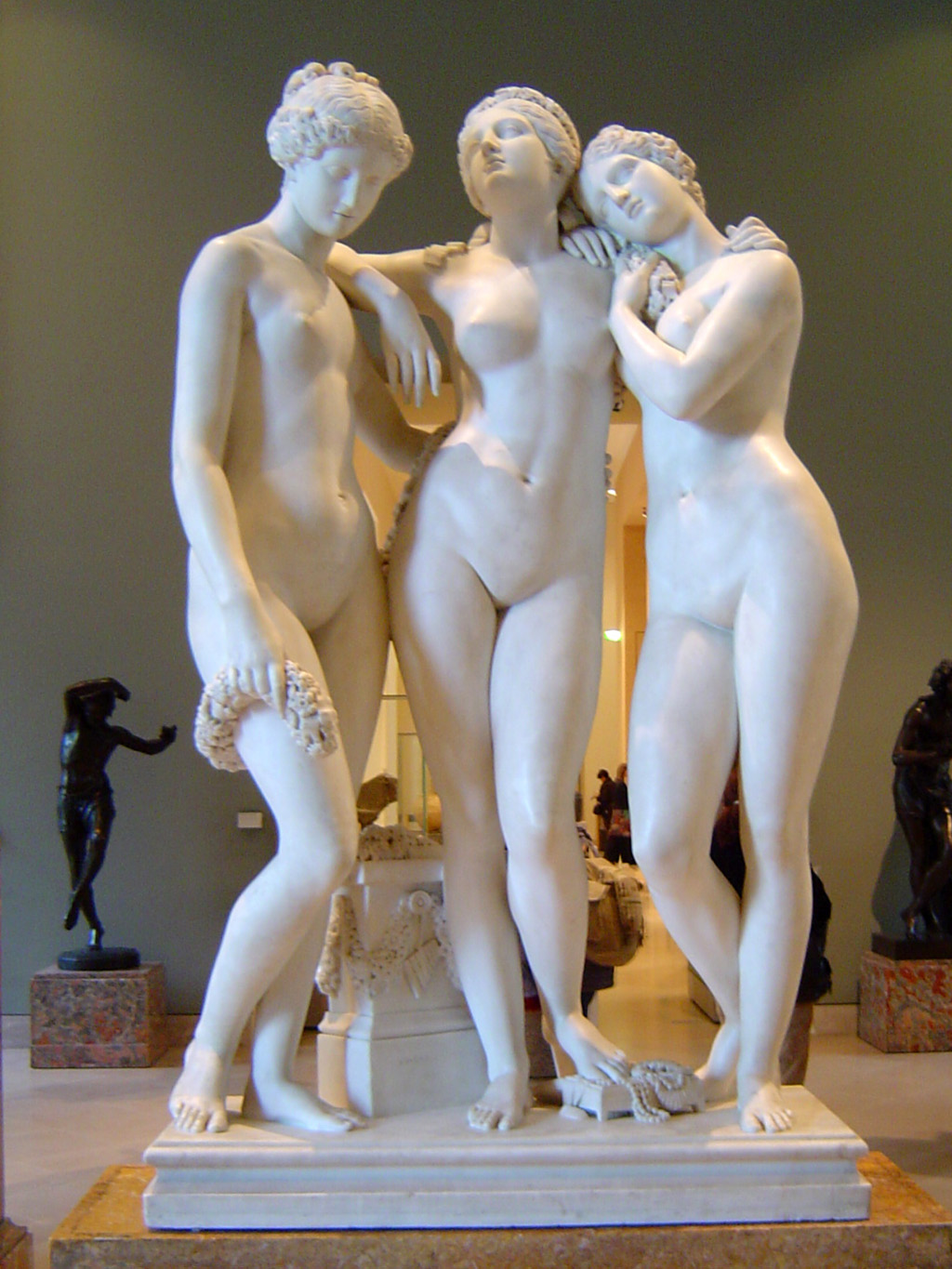
Les Trois Grâces [Las tres gracias] (1831), de James Pradier (Museo del Louvre)

La escultura neoclásica corresponde a la producción escultórica del Neoclasicismo, una corriente de la filosofía y estética de una influyente difusión que se desarrolló entre mediados del siglo XVIII y del siglo XIX en Europa y América. El impacto de la novedad de los nuevos hallazgos de la Antigüedad fue menor que en otras artes como la pintura y la arquitectura, debido a que los escultores ya estaban bebiendo en las fuentes clásicas desde el siglo XV, muy presentes si se considera el gran número de piezas que las excavaciones iban sacando a la luz, además de las colecciones que se habían ido formando a lo largo de los siglos.
Como reacción contra la frivolidad del decorativismo del rococó, la escultura neoclásica se inspirará en la antigua tradición greco-romana, adoptando principios de orden, claridad, austeridad, equilibrio y propósito, con un fondo de moralizante. La mayoría de las esculturas neoclásicas se hicieron en mármol blanco, sin policromar, puesto que así se pensaba que eran las esculturas antiguas, predominando en ellas la noble sencillez y la serena belleza que Winckelmann había encontrado en la estatuaria griega. En este mismo sentido habían ido las teorías de Gotthold Ephraim Lessing (1729-1781) que en su libro Laocoonte, o de los límites de la pintura y de la poesía (1766) había tratado de fijar una ley estética de carácter universal que pudiera guiar a los artistas; sus concepciones sobre la moderación en las expresiones y en el plasmado de los sentimientos son reglas que adoptará el modelo neoclásico.
Así, los escultores crearán obras en las que prevalecerá una sencillez y una pureza de líneas que los apartará del gusto curvilíneo del Barroco. En todos ellos el desnudo tiene una notable presencia, como deseo de rodear las obras de una cierta intemporalidad. Los modelos griegos y romanos, los temas tomados de la mitología clásica y las alegorías sobre las virtudes cívicas llenaron los relieves de los edificios, los frontones de los pórticos y los monumentos, como arcos de triunfo o columnas conmemorativas. El retrato también ocupó un importante lugar en la escultura neoclásica: Canova representó a Napoleón como Marte (1810, Milán) y a su hermana Paulina como Venus Victrix (1807, Roma) tomando así los modelos de los dioses clásicos. No obstante otros prefirieron un retrato idealizado pero al tiempo realista que captara el sentimiento del retratado, como Jean-Antoine Houdon (1741-1828) con su Voltaire anciano (Museo del Hermitage) o el bello busto de la emperatriz Josefina (1806, castillo de Malmaison) de Joseph Chinard (1756-1813).
El estilo neoclásico en escultura se fue imponiendo progresivamente, comenzando con un período de transición en el que algunos escultores abandonaron los estilos barroco y rococó para volverse hacia lo antiguo, siguiendo lo que el conde de Caylus llamó el «retorno a la razón». A partir de 1745, Edmé Bouchardon (1698-1762), considerado el mejor escultor francés de su generación, adoptó un estilo más clásico para su fuente de las Quatre-Saisons en París, y en 1748 representó a Luis XV como emperador romano para la estatua ecuestre destinada a la plaza Luis XV (actual plaza de la Concordia). Representantes de esta transición como Bouchardon, Jean-Baptiste Pigalle y Augustin Pajou todavía mostraban en sus obras sentimentalismo y carácter teatral, como se puede comprobar en el Mausoleo del Mariscal de Sajonia en Estrasburgo. Con Houdon se afirma más claramente un clasicismo inspirado en la antigüedad, a través de su Voltaire sentado y su Diana cazadora de 1780.
Los artistas europeos que viajaron a Roma en el contexto del Grand Tour, y entre ellos los escultores, afirmarán y establecerán el estilo neoclásico confrontando los restos antiguos y estableciendo contactos con los teóricos del regreso a la Antigüedad, como Winckelmann o Quatremère de Quincy. Entre ellos el escultor sueco Johan Tobias Sergel que escribe: «A mi llegada a Roma, comprendí que no había otro maestro a seguir que los antiguos y la naturaleza». De este grupo Thomas Banks, amigo de Füssli, fue el primer escultor británico que adoptó el estilo neoclásico a partir de 1760 antes de su estancia en Roma. Se ajustó a las doctrinas de Winckelmann, en fidelidad a los viejos maestros, con su Muerte de Germánico de 1774, un altorrelieve de mármol que muestra la influencia de Poussin y Gavin Hamilton.
Con Antonio Canova (1757-1822) se impuso el neoclasicismo escultórico que dominaría a partir de finales del siglo XVIII. Autodidacta de formación  barroca, admirador de Bernin, su encuentro con el pintor y anticuario Gavin Hamilton y el teórico Quatremère de Quincy le revelaron las antigüedades. Retomó sus principios, conservando siempre un carácter naturalista que atestiguaba, ya en sus primeras obras, una ambivalencia en su adopción del modelo griego y romano. Se oponía al uso de copias de modelos antiguos, prefiriendo la originalidad de la inspiración, como muestra su célebre grupo Psique revivida por el beso de amor (1798). Con un estilo de gran sencillez racional fue a principios del siglo XIX  cuando su estilo se radicalizó mientras se convertía en el escultor oficial del régimen napoleónico. El danés Bertel Thorvaldsen (1770-1844) fue el otro gran representante del neoclasicismo en la escultura y rival de Canova. Influenciado por los escritos de Winckelmann durante su estancia en Roma, estuvo marcado por la escultura helenística y adoptó un estilo severo y más estático que el de Canova,  voluntariamente distante y frío, lo que le llevó a apodarlo el «nuevo Fidias». Su Jasón o Marte y el Amor reflejan esa fidelidad al modelo griego. Más dogmático que su homólogo italiano, se oponía a las concepciones de este último, al que reprochaba su expresividad. Estas controversias sobre los matices del neoclasicismo daran lugar a dos tendencias antagónicas en la escultura, personalizadas por estos dos escultores.
El inglés John Flaxman (1755-1826), a la vez dibujante y escultor, continuó en la línea del neoclasicismo riguroso, que expresó en bajorrelieves, medallones y grupos escultóricos. Al llegar a Roma en 1787, su primera obra importante fue el grupo Las furias de Athamas, esculpido entre 1790 y 1794, que tuvo un gran éxito a pesar de las debilidades estilísticas. Johann Gottfried Schadow (1764-1850), formó parte de la primera generación de escultores alemanes que se convirtieron al neoclasicismo. Su estancia en Roma en 1785 le acercó a Canova. A su regreso de Roma, creó la cuadriga de la puerta de Brandeburgo, realizada en cobre repujado sobre modelos de madera. Su estilo naturalista, lejos de la austeridad de Thorvaldsen, caracterizó la originalidad de sus esculturas, siendo una de las más famosas el grupo de mármol que representa a las Princesas Luisa y Federica de Prusia esculpido en 1796, inspirado en el grupo antiguo de San Ildefonso que representaba a Castor. y Pólux, transponiendo la pose y mostrando a sus modelos vestidas a la manera griega. En esto era fiel al ideal de gracia de la estatuaria helenística defendido por Winckelmann. Su contemporáneo Johann Heinrich Dannecker también permaneció en Roma, donde conoció a Canova, cuyo trabajo tuvo un profundo impacto en él. Su obra maestra fue un grupo esculpido en mármol, sin patrocinador, Ariadna  montando una pantera considerada la escultura alemana más popular del siglo XIX. En Austria, el principal exponente de la escultura neoclásica fue Franz Anton von Zauner. Durante su aprendizaje bajo la enseñanza de Jacob-Christoph Schletterer, descubrió la escultura antigua. Tras una estancia en Roma realizó varias copias, entre ellas una del Apolo del Belvedere. Su obra más importante fue la estatua ecuestre de José II realizada en bronce de 1795 a 1800.
En España la escultura neoclásica está representada por el andaluz José Álvarez Cubero (1768-1827) y los catalanes Damià Campeny (1771-1855) y Antonio Solá (1780-1861). En Roma, Campeny conoció a Antonio Canova que inspiraría su obra. De regreso a Barcelona, retomó su escultura más famosa, La Muerte de Lucrecia, que había iniciado en yeso en 1804, y que finalizaría en mármol treinta años después, en 1834. La obra atestigua la influencia de Canova y del estilo neoclásico, particularmente en el tratamiento del cuerpo desnudo.

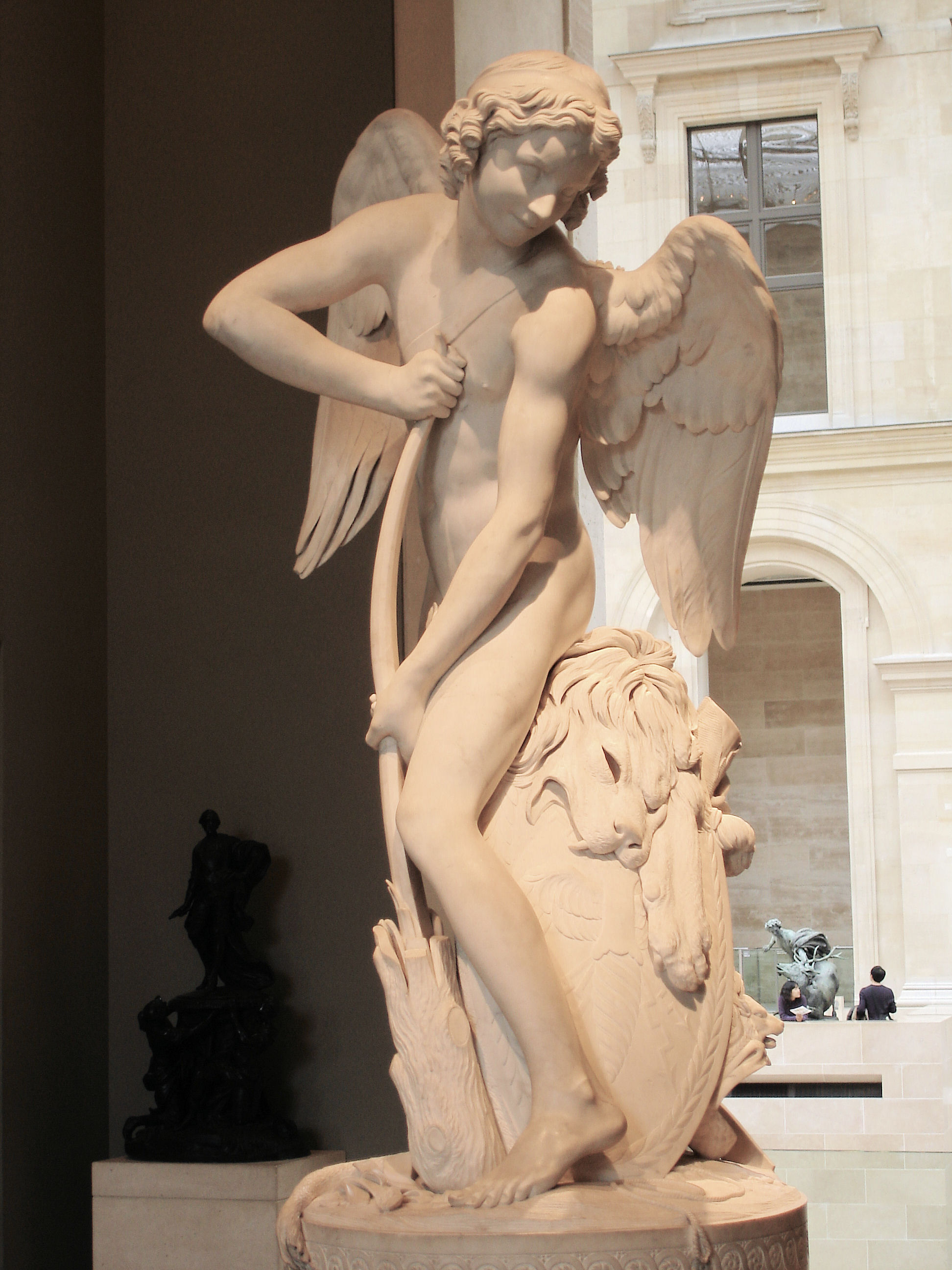
Cupido haciéndose un arco de la maza de Hércules (1761), de Edmé Bouchardon
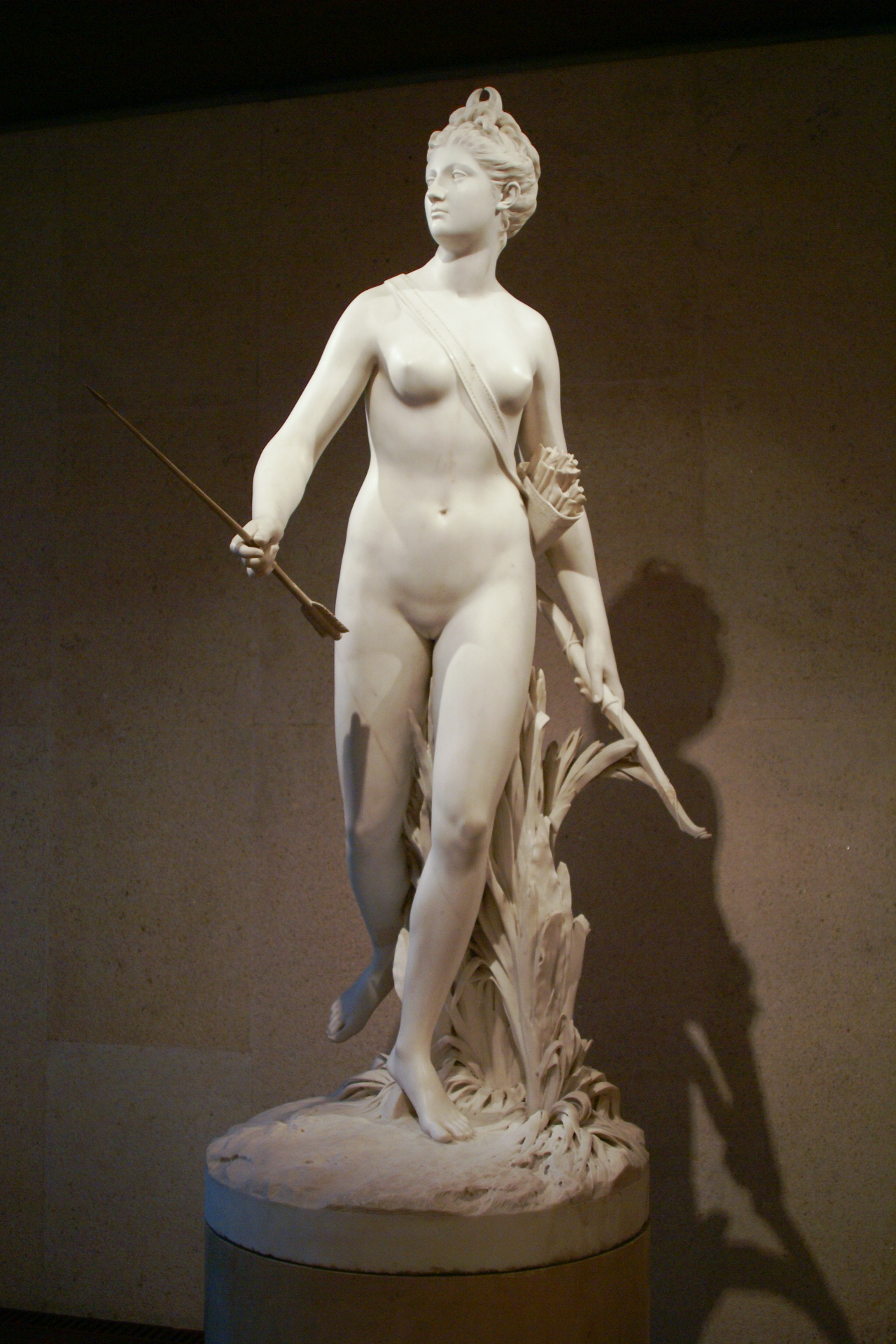
Diana cazadora (1780), de Jean-Antoine Houdon (Museo Calouste Gulbenkian)
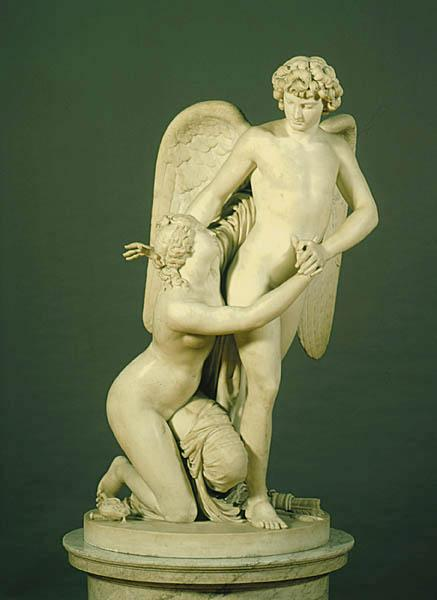
Amor y Psique (1787), de Johan Tobias Sergel  (Museo Nacional de Estocolmo)
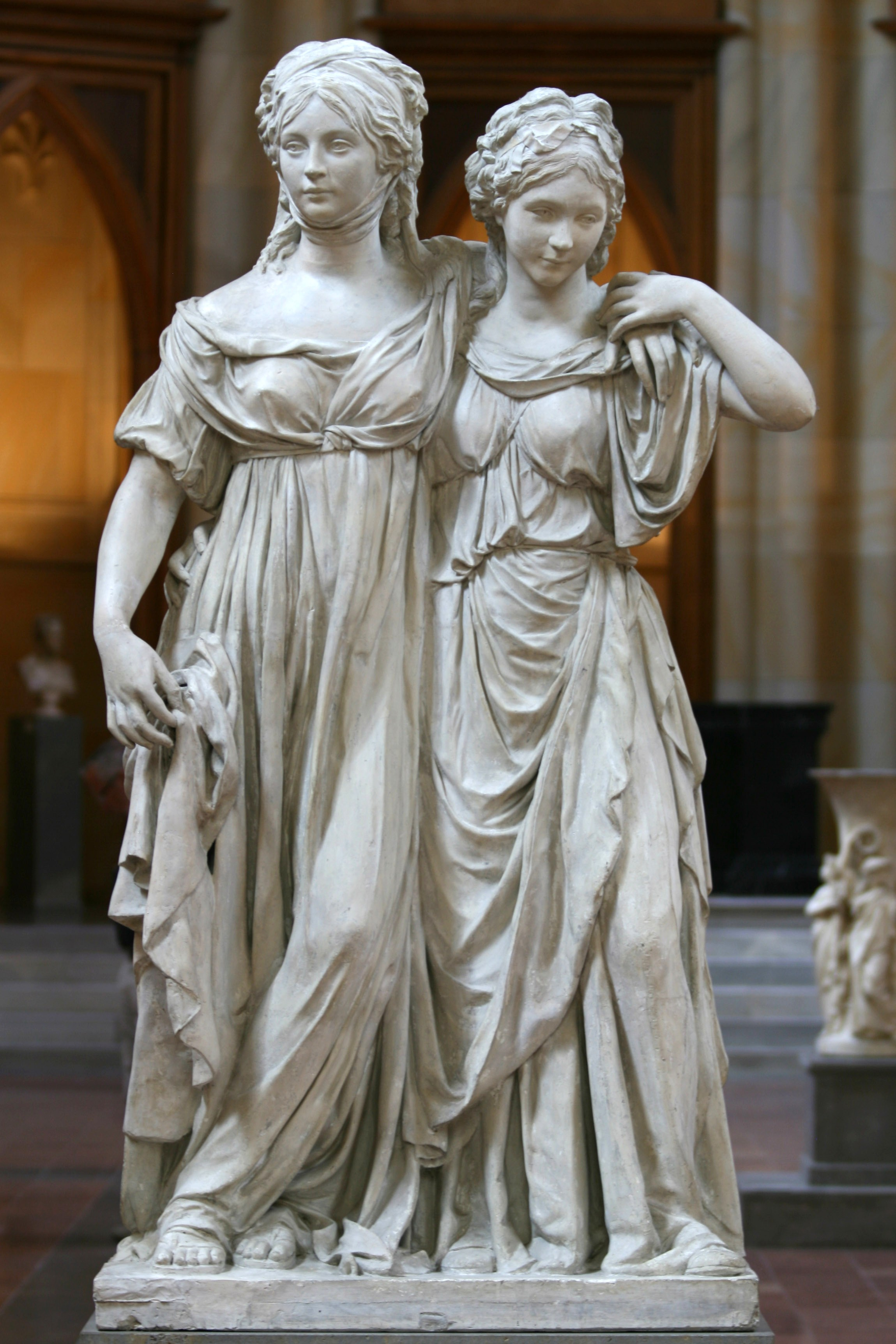
Las princesas Luisa y Federica de Prusia (1795-1797), de Johann Gottfried Schadow (Nationalgalerie, Berlin)
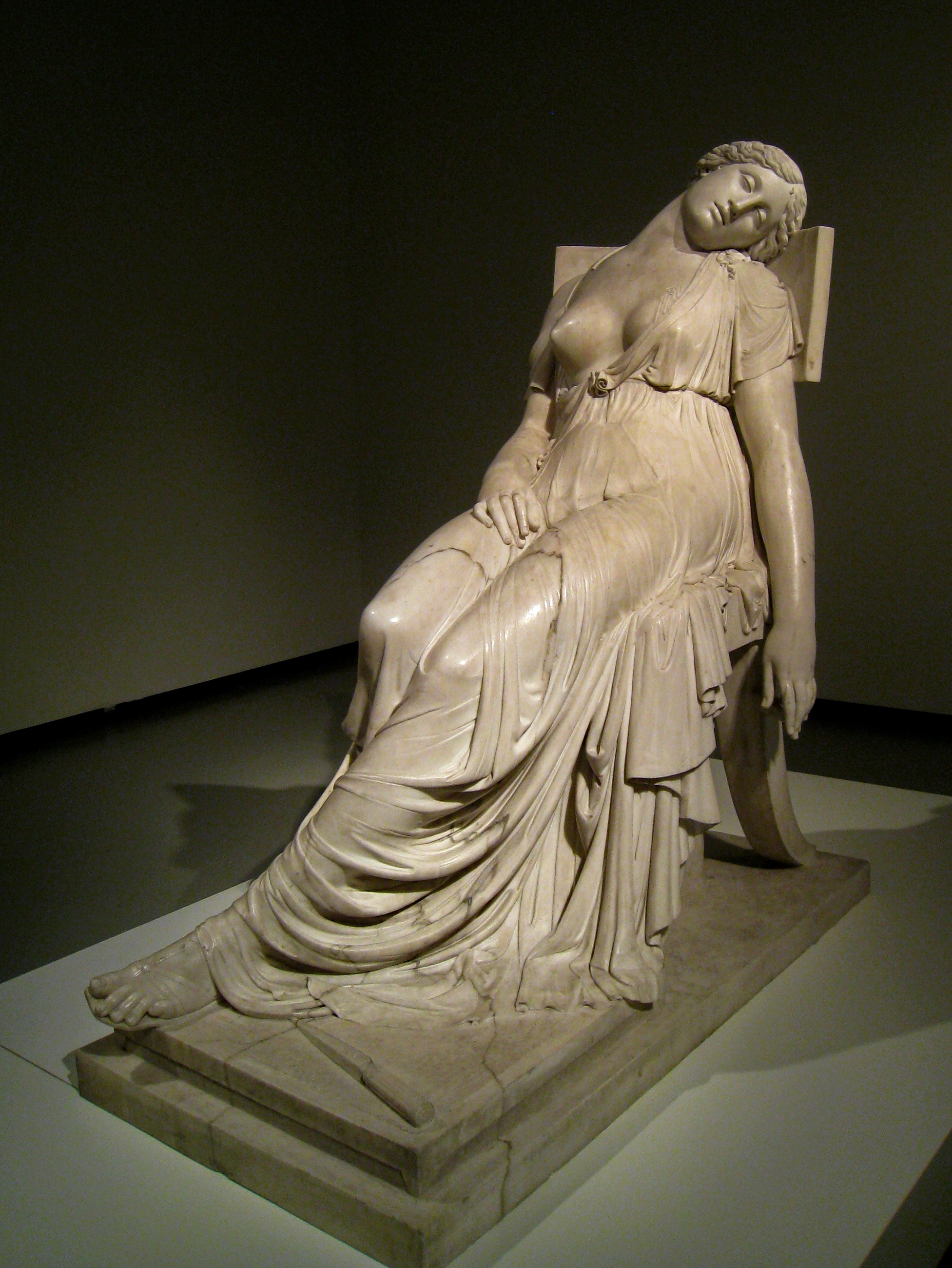
La muerte de Lucrecia (1804), de Damià Campeny
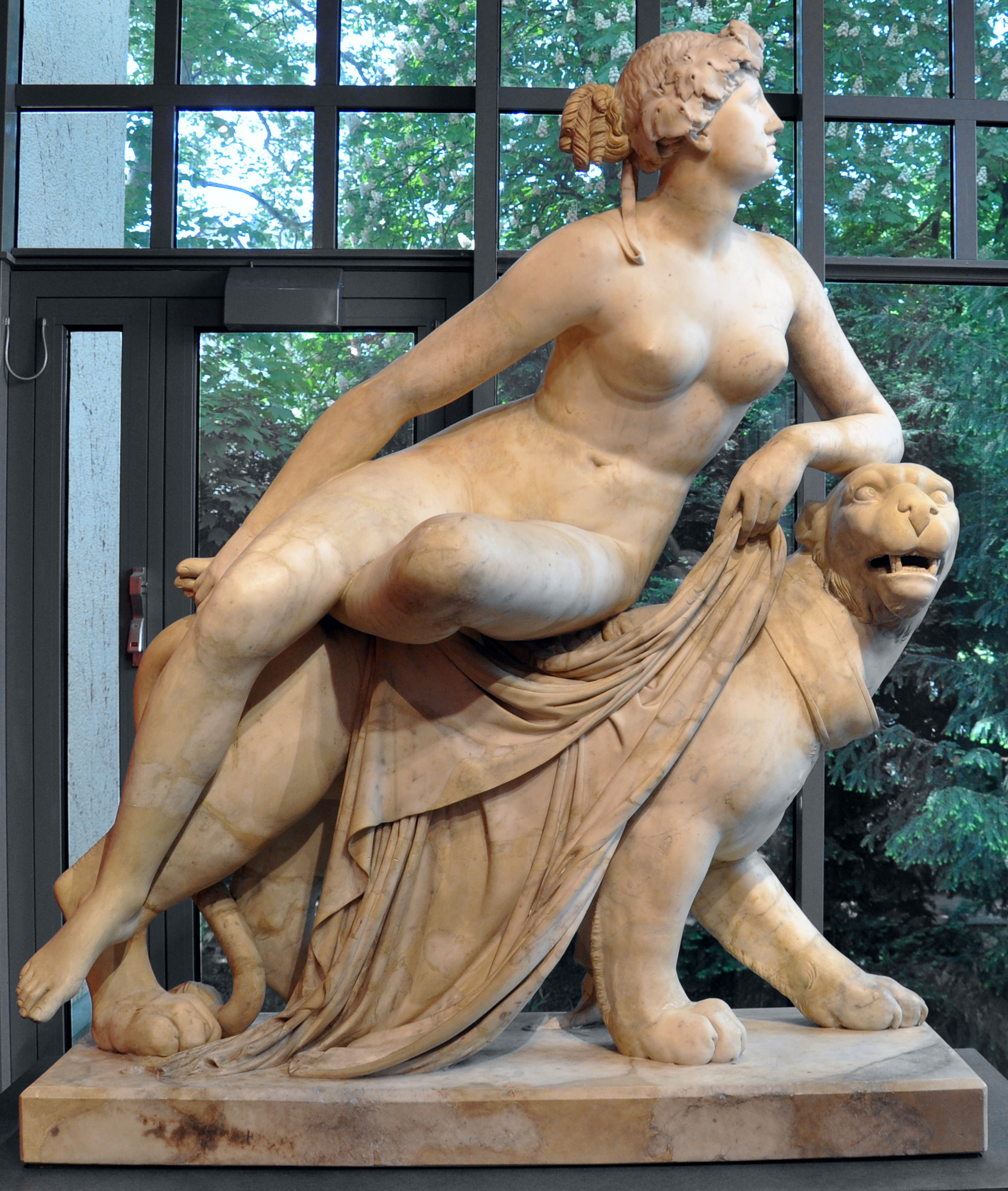
Ariadna cabalgando una pantera (1812), de Johann Heinrich Dannecker
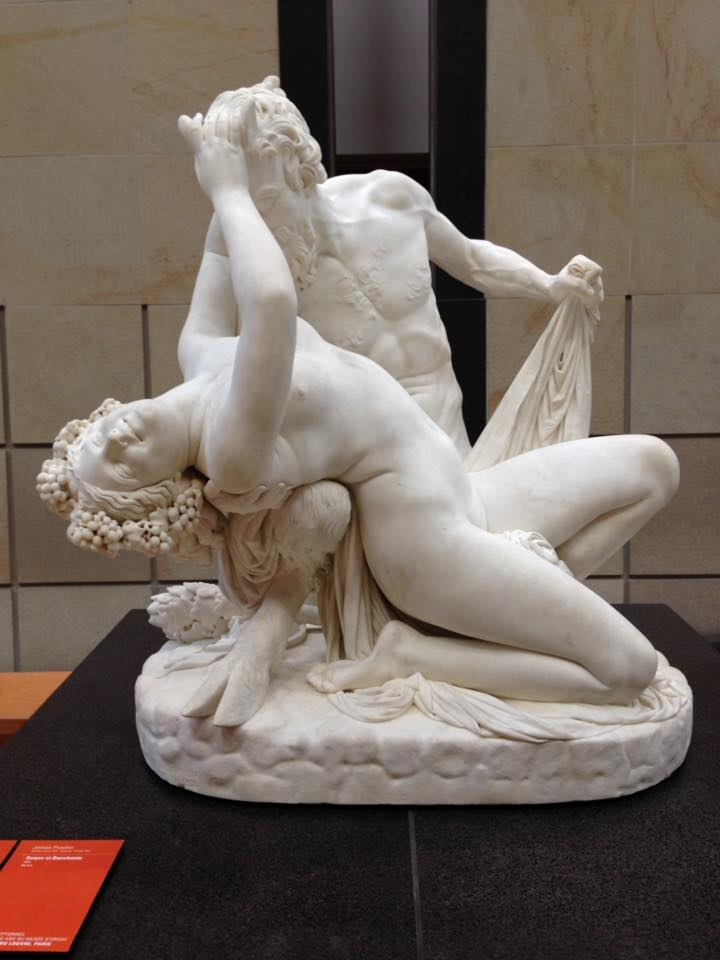
Sátiro y bacante (1834), de James Pradier (Louvre)

## Contexto histórico

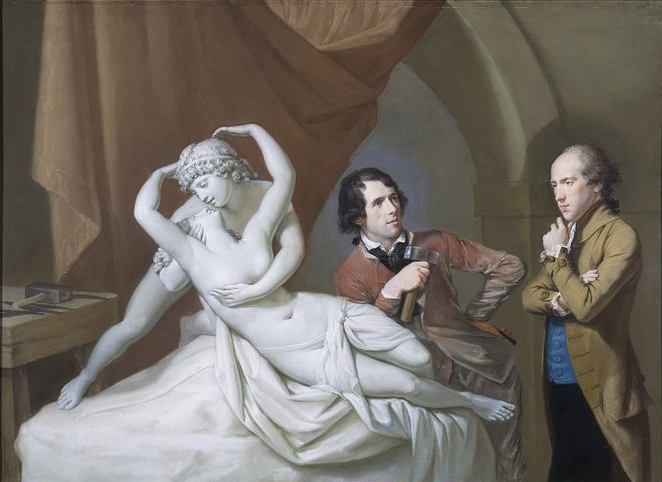
Antonio Canova en su taller con Henry Tresham y un modelo en yeso de Psychée ranimée par le baiser de l'amour (pintura de Hugh Douglas Hamilton).

Este cambio estuvo apoyado en dos partes principales: en primer lugar los ideales de la ilustración, que surgían del racionalismo, combatiendo las supersticiones y dogmas religiosos, y enfatizaban el desarrollo personal y el progreso social con una fuerte ética, y en segundo lugar, un interés científico creciente en la Antigüedad clásica que surgió entre la comunidad académica en todo el siglo XVIII, estimulando las excavaciones arqueológicas, la formación de importantes colecciones públicas y privadas y la publicación de estudios eruditos sobre el arte y la cultura antigua. La edición de varios relatos detallados e ilustrados de las expediciones realizadas por Robert Wood, John Bouverie, James Stuart, Robert Adam, Giovanni Battista Borra y James Dawkins, y en especial el tratado de Bernard de Montfaucon, L'Antiquité expliquee et representee en figures (7 volúmenes, París, 1719-1724), profusamente ilustrado y con textos paralelos en lenguas modernas y no sólo en latín, como era costumbre académica, y el conde de Caylus, Recueil d'Antiquité (7 volúmenes, París, 1752-1767), el primero en intentar agrupar las obras según criterios de estilo, y abordando también las antigüedades celtas, egipcias y etruscas. Todo esto contribuyó a la educación pública y la ampliación de su visión del pasado, estimulando una nueva pasión por todo lo que fuese antiguo.
Se añade a esto el descubrimiento de Herculano y Pompeya, una gran sorpresa entre los conocedores y el público, y aunque las excavaciones que comenzaron a hacerse en las ruinas en 1738 y 1748 no se habían encontrado obras maestras de arte, sí sacaron a la luz una serie de artefactos y restos que revelaban aspectos desconocidos de la vida cotidiana hasta la fecha. Y la llegada de los mármoles Elgin a Londres en 1806 fue otro momento importante para la intelectualidad europea, a pesar de las fuertes críticas sobre su remoción arbitraria y las prácticas abusivas en el Partenón y del poco interés mostrado por los propios artistas en los primeros momentos.
Aunque el arte clásico ya era muy apreciado desde el renacimiento, era de forma circunstancial y empírica, pero ahora esta admiración estaba construida sobre base más científica, sistemática y racional. Con estos hallazgos y estudios comenzó a ser posible formar por primera vez una cronología de la cultura y el arte de los griegos y romanos, distinguiendo lo que era propio de unos u otros, y dar a luz a un interés por la tradición puramente griega que había, en ese momento, siendo ensombrecida por el patrimonio romano, sobre todo porque en ese momento Grecia estaba bajo el dominio turco y, por tanto, en la práctica, era inaccesible para los estudiosos y turistas del Occidente cristiano. Los escritos de Johann Joachim Winckelmann, elogiaron la escultura griega, viéndola como una «noble simplicidad y tranquila grandeza», hizo un llamamiento a todos los artistas para que la imitasen, restaurando un arte idealista que fue despojado de toda transición, acercándose al carácter del arquetipo. Un erudito de gran influencia, especialmente entre los intelectuales italianos y alemanes, como Goethe en su crítica que aclara por qué Winckelmann fue el historiador más influyente en su época, también relata sobre él:

Uno se da cuenta de que Winckelmann siente realmente lo que hace, y hay algo grande al respecto. Es como Colón, que tuvo en su mente la noción del Nuevo Mundo antes de descubrirlo. Leyéndolo, uno no aprende nada, pero se convierte en alguien.

Su atractivo no se perdió, y la historia, la literatura y la mitología antigua se convirtió en la fuente principal de inspiración para los artistas, al mismo tiempo que se evaluaron de nuevo otras culturas y estilos como el gótico y las antiguas tradiciones populares del norte de Europa, causando que los principios neoclásicos coexistieran con los de romanticismo más tarde.
El movimiento también tuvo connotaciones políticas, ya que la fuente de inspiración neoclásica fue la cultura griega y su democracia, y la romana con su república, con los valores asociados de honor, deber, heroísmo y el patriotismo. Como consecuencia, el estilo neoclásico fue adoptado por el gobierno revolucionario francés, asumiendo los nombres sucesivos de estilo directorio, estilo convención y más tarde, bajo Napoleón, estilo imperio, que influyeron también en Rusia. En los Estados Unidos, en el tumultuoso proceso de lograr su propia independencia e inspirados por el modelo de la Roma republicana, el neoclasicismo se convirtió en un modelo y fue conocido como el estilo federal.
El neoclasicismo se adoptó también, por supuesto, en las academias oficiales de formación de artistas, consolidando el sistema de enseñanza, el academicismo, un conjunto de normas educativas y de técnicas que se basó en los valores éticos y estéticos de la Antigüedad clásica y que pronto se convirtió en la denominación para el estilo de su producción.

## Características generales
En el campo de la escultura el impacto de la novedad de los nuevos conocimientos fue menor que en otras artes como la pintura y la arquitectura, debido a que los escultores ya estaban bebiendo en las fuentes clásicas desde el siglo XV, aunque sus mejores resultados en la reinterpretación de los greco-romano ya no mostraban la misma alta calidad. La mala interpretación de la estética defendida por Wickelmann condujo, sin embargo, a los artistas de menor categoría a la producción de muchas obras con el carácter de la copia servil de los modelos antiguos, perdiendo en vigor lo que ayudó a atraer a la crítica sobre este cambio.
Las obras mostraron en general un alto nivel de equilibrio formal, con una expresión cautelosa y raros momentos de dramatismo. Antonio Canova fue más exitoso en la exploración de una amplia gama de sentimientos y formas dinámicas, desde la suave ingenuidad juvenil en piezas como Las tres Gracias, a la violencia desenfrenada del Hércules y Licas y en Teseo vencedor del Minotauro, y en la investigación de otros signos de la emoción como el arrepentimiento o pesar, visible en la patética Magdalena penitente.
Los materiales preferidos fueron el bronce y el mármol blanco, al igual que en la tradición antigua, pero a diferencia de temporadas anteriores, en el neoclasicismo el artista creador pasó a emplear a más ayudantes que realizaban la mayor parte de los trabajos técnicos como pasar a la piedra o realizar la fundición a partir del modelo de arcilla o yeso que había sido creado por el escultor, dejando que el maestro asumiese la fase final de la escultura del pulido y definición de detalles, ya que esta fase es sin duda crucial para la obtención del efecto final de la obra y requiere la experiencia de la mano maestra.

## Centros de distribución y representantes clave

### Italia

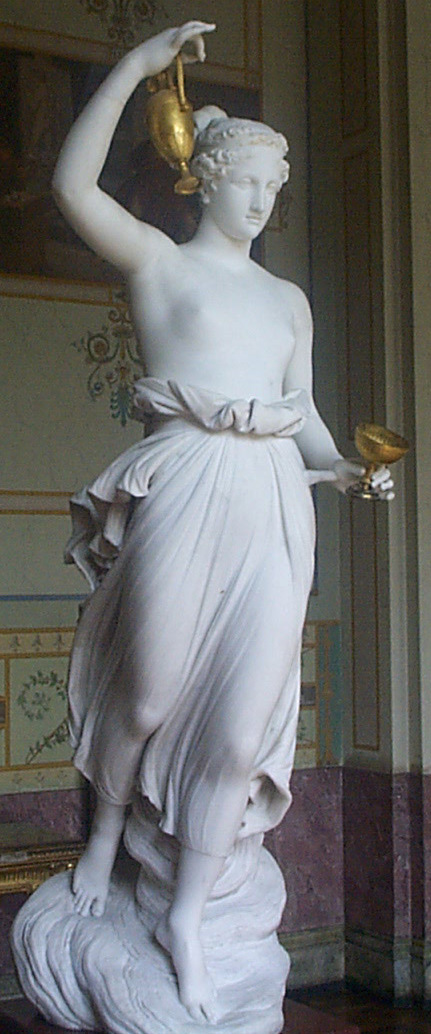
Hebe (1800-1805), de Antonio Canova, en el apropiado marco neoclásico del Museo del Hermitage

Según Winckelmann, Roma, fue el centro de un círculo de artistas que indujeron a producir el estilo neoclásico. Entre ellos se encontraba Johan Tobias Sergel, un sueco que después llevó la novedad hasta el norte de Europa y los británicos Thomas Banks y Joseph Nollekens, hicieron lo mismo en Inglaterra. 
Viviendo entre París, Carrara y Florencia, Lorenzo Bartolini fue una figura importante y protegido por Napoleón, pero quien dominó la escena fue Antonio Canova. Comenzó su carrera con influjo del rococó, pero fue dirigido hacia el neoclasicismo por Gavin Hamilton y Antoine Chrysostome Quatremère de Quincy, y acabó por ser conocido y solicitado internacionalmente desde Roma, el centro de interés para todos los estudiantes de este arte en su tiempo. Fue el espejo más perfecto de los ideales defendidos por Winckelmann. Su tratamiento del mármol de extraordinario refinamiento, su pureza de líneas, la claridad de referencias antiguas, su sincero respeto a los grandes escultores del pasado, la fuerza de sus composiciones, que al mismo tiempo mostraban una poesía delicada y abstracta al lado de su buen carácter e integridad personal, lo convirtieron en un modelo para todos, y fue maestro directo de Antonio de Este, Richard Westmacott y John Gibson. 
Otros escultores  italianos destacados fueron Giuseppe Angelini, Camilo Pacetti, Gaetano Monti, Benedetto Cacciatori, Carlo Albacini, Demócrito Gandolfi, Pompeo Marchesi, Gennaro Cali y Carlo Finelli.

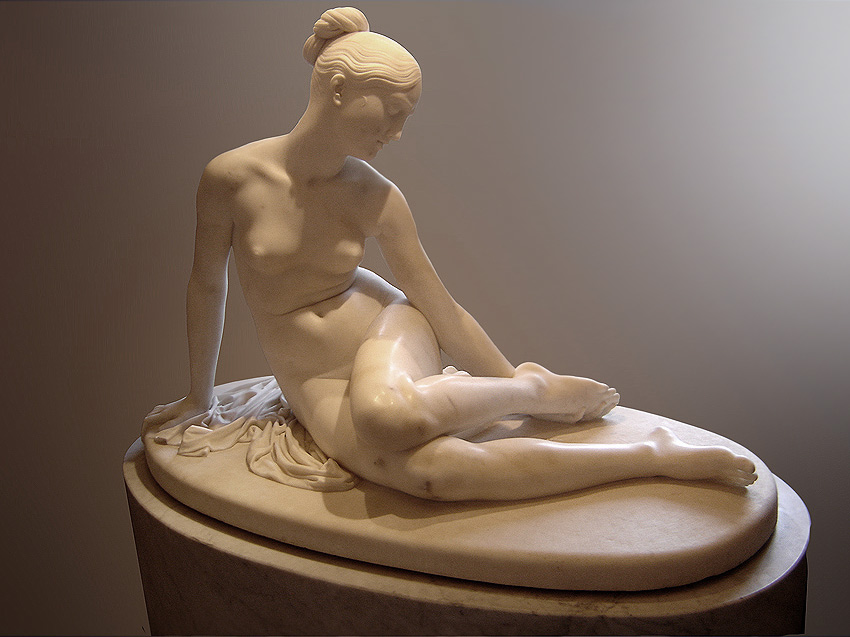
Ninfa atacada por un escorpión (c. 1845), de Lorenzo Bartolini (Louvre)
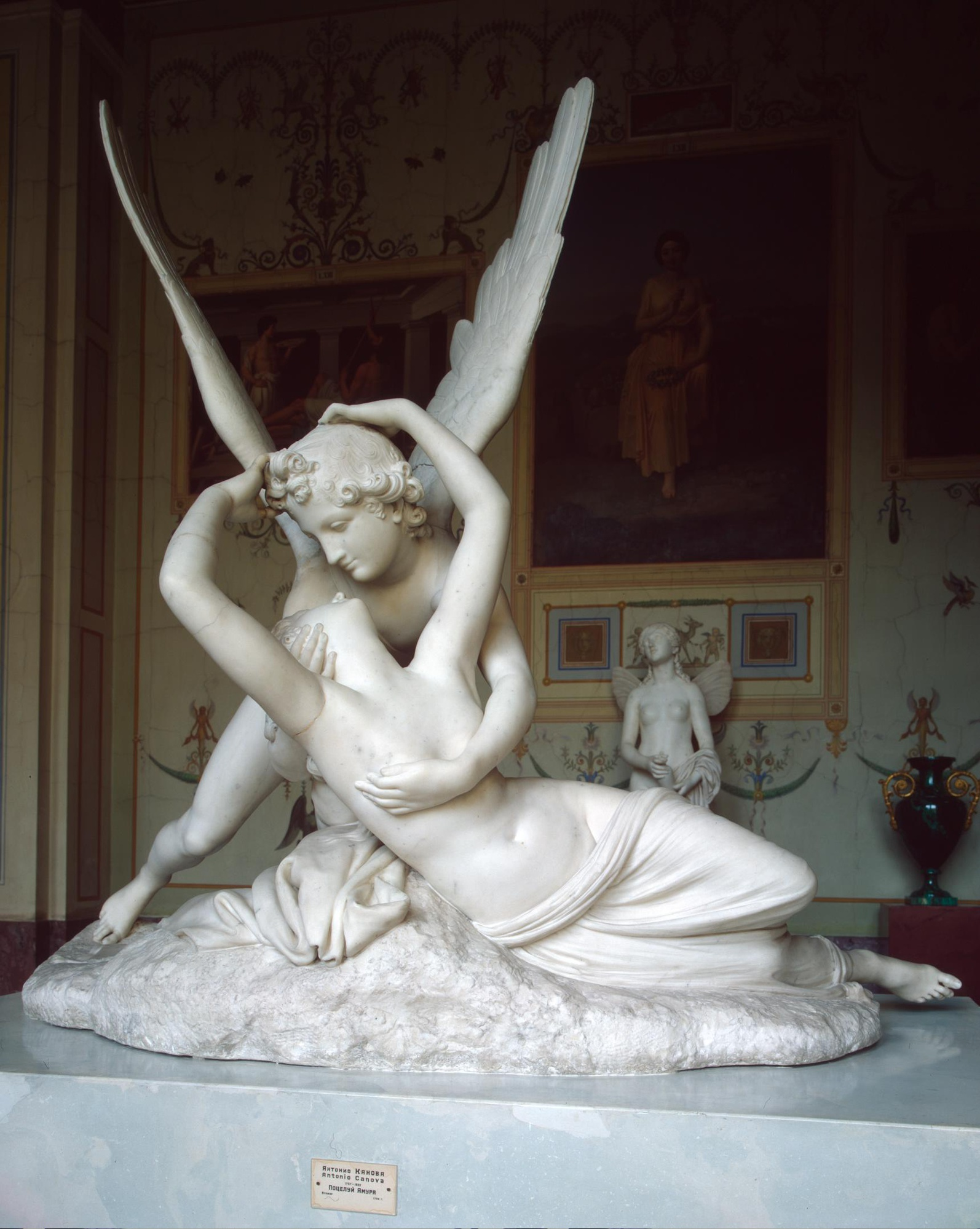
Psique reanimada por el beso del amor (1793), de Antonio Canova (Louvre)
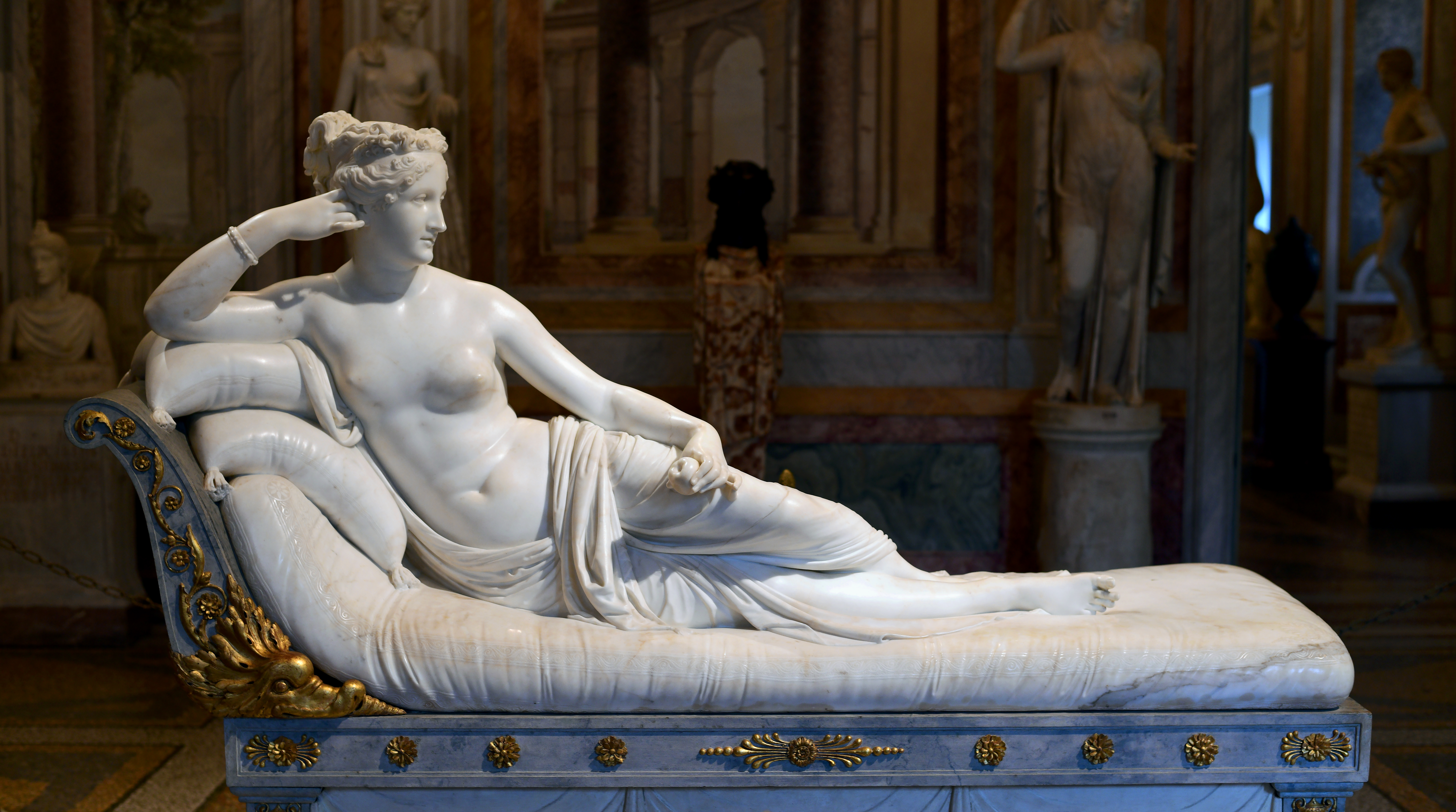
Venus Victrix (1804-1808), de Canova  (Galleria Borghese, Roma)
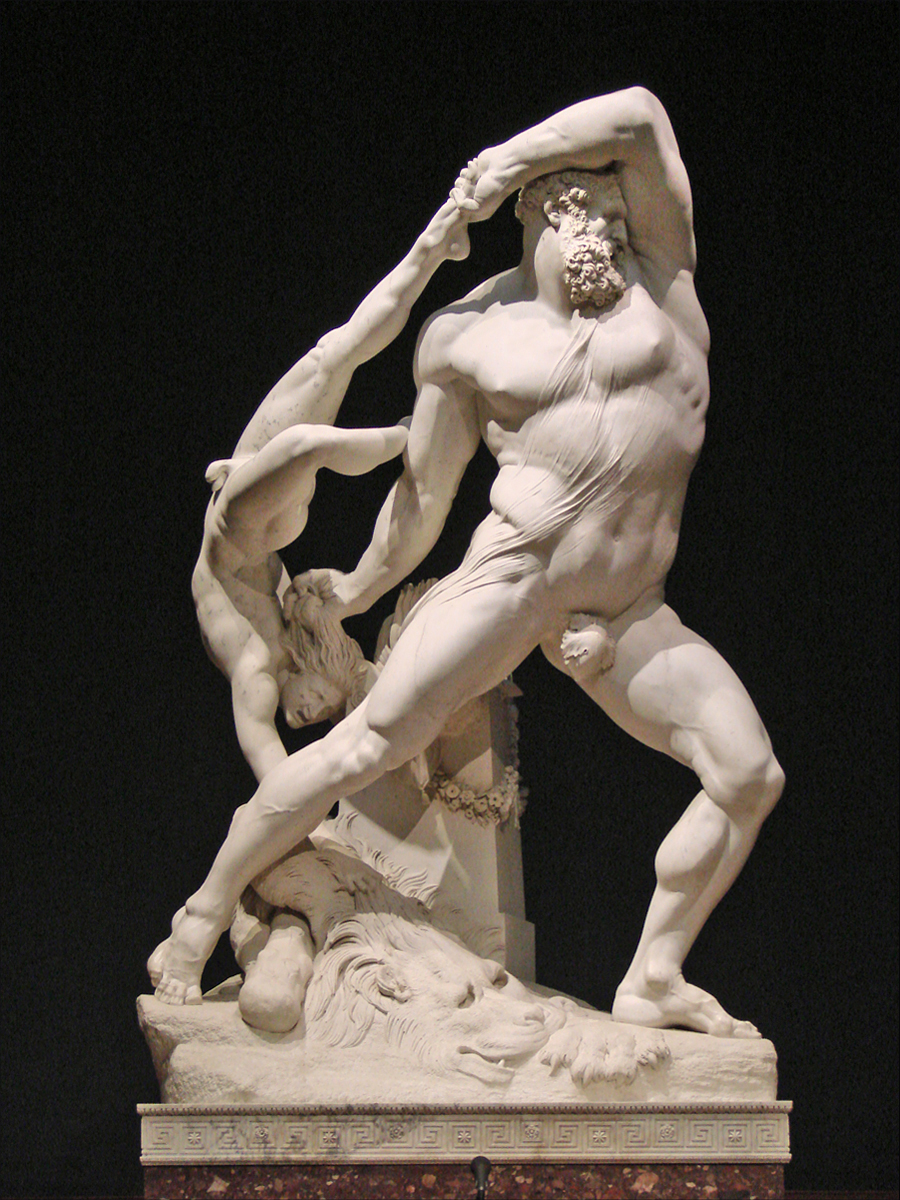
Hércules y Licas (1795-1815), de Canova (Galería Nacional de Arte Moderno de Roma)
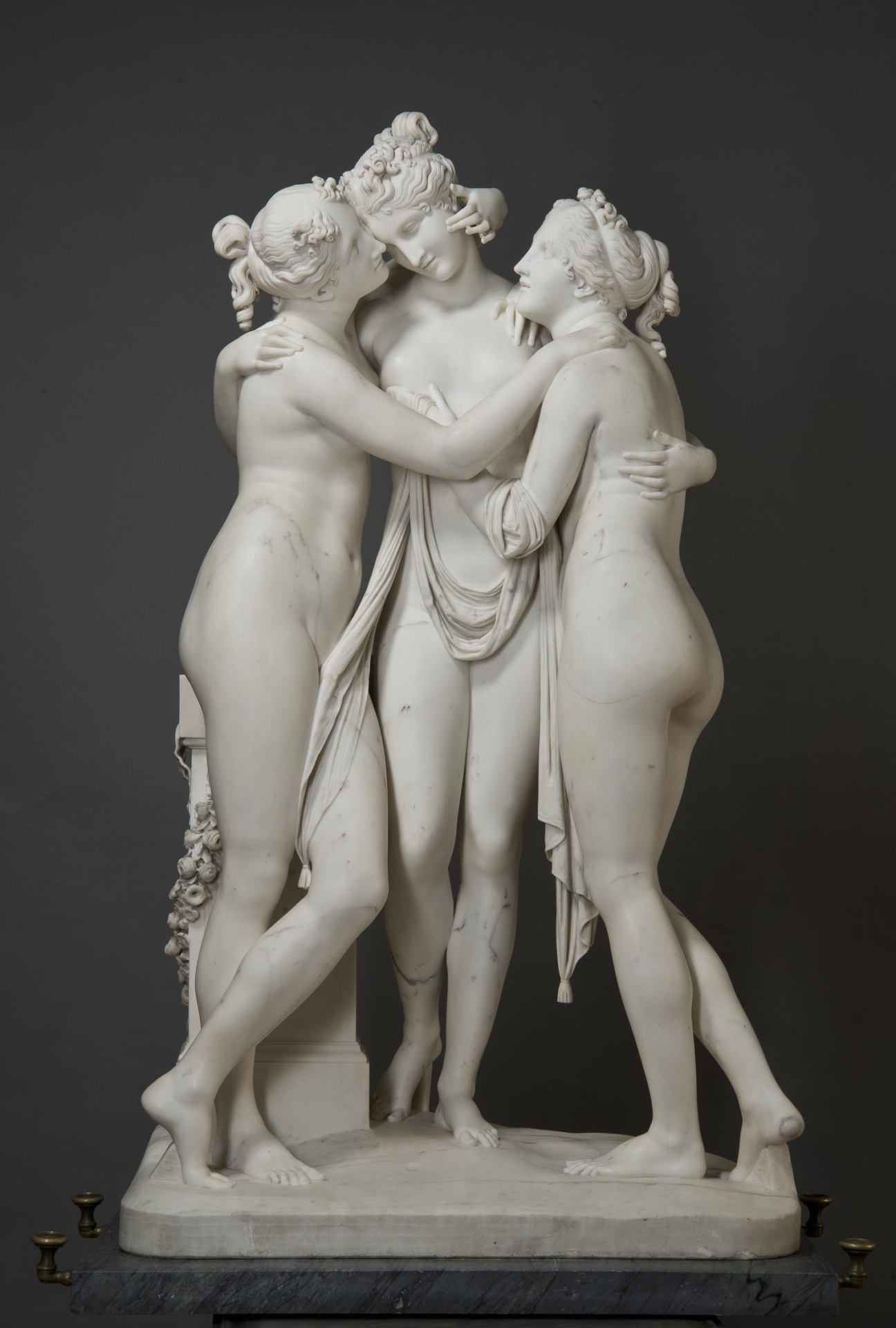
Las tres Gracias (1813-1816), de Canova (Museo del Hermitage, San Petersburgo)

### Escandinavia: Dinamarca, Suecia y Países Bajos

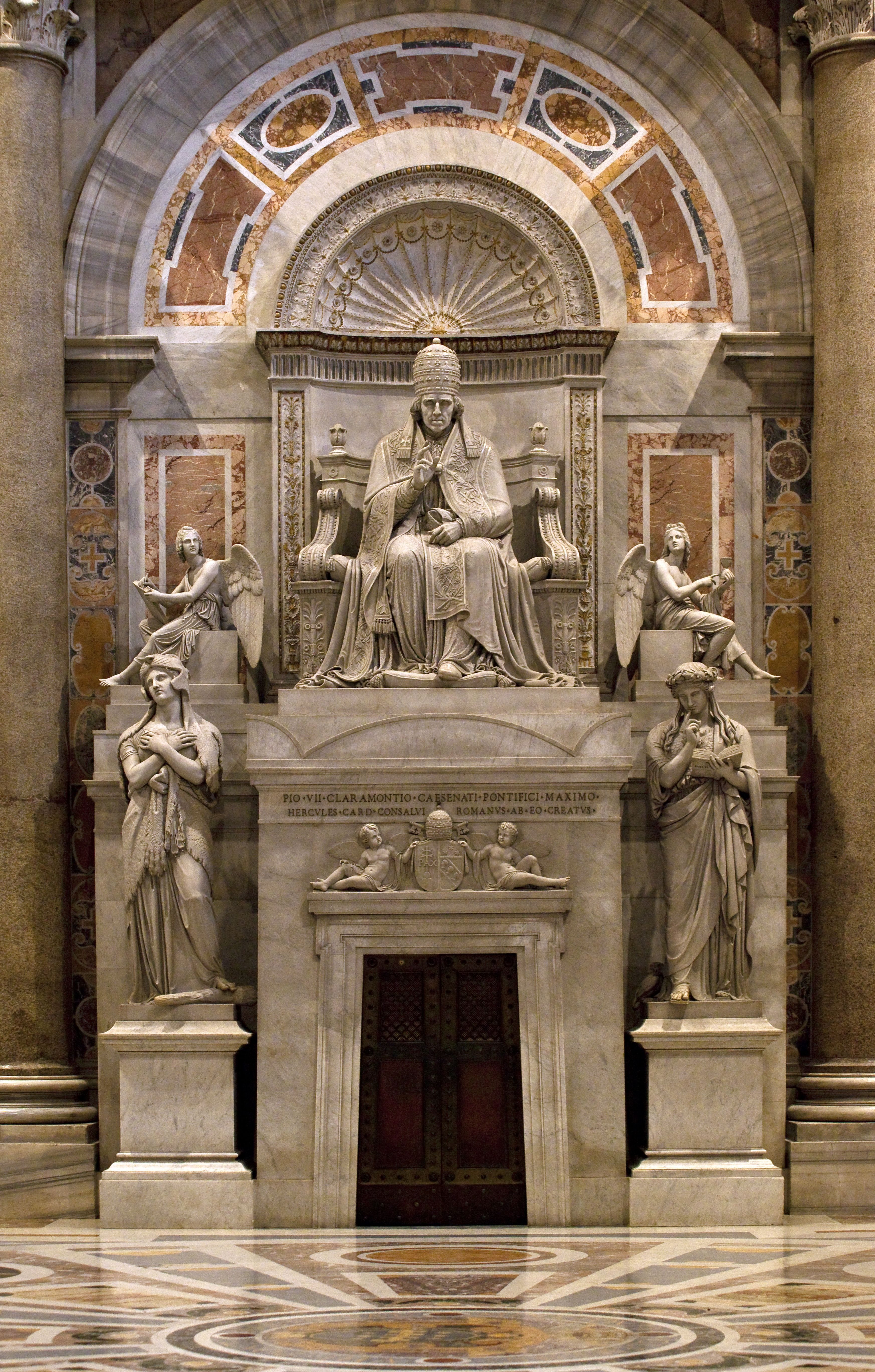
Tumba monumento del papa Pío VII (1824-1831), Basílica de San Pedro de Roma, la única obra en San pedro hecha por un no católico.

Las ideas de Winckelmann también llegaron a Dinamarca e influyeron en el escultor Johannes Wiedewelt (1731-1802) y en el arquitecto, pintor y escultor Nikolai Abraham Abildgaard (1743-1809), a quien Bertel Thorvaldsen (1770-1844) debía la mayor parte de su educación y la oportunidad de varios encargos, entre ellos uno que le valió una gran medalla de oro en la Real Academia de Bellas Artes de  Copenhague y con ella una beca real para un viaje de estudio a Roma. Llegó a Roma en 1797 y allí realizó su Jasón y el vellocino de oro, obra que fue muy admirada por Antonio Canova, entonces el escultor más popular de la ciudad. Después de esta obra Thorvaldsen  llegó a ser solicitado  de varios países y no salió de Italia durante 16 años, convirtiéndose en el artista más destacado en su campo después de la muerte de Canova en 1822. Thorvaldsen se distingue de sus contemporáneos —como Canova— por una técnica más realista y una explotación rigurosa de los antiguos cánones estéticos griegos, con elementos como el resaltado de las principales características de dichos cánones: musculatura poderosa y desarrollada, gran tamaño, rectitud del cuerpo. Su escultura de Jason es un ejemplo perfecto de ello.
En 1819 visitó Dinamarca donde recibió el encargo de una colosal serie de Cristo  y los doce apóstoles, para la nueva Catedral de Nuestra Señora, que había sido destruida durante el bombardeo británico de 1807. Este Cristo sería la representación típica del siglo XIX, y una de las estatuas más copiadas. Al regresar a Roma en 1820, permaneció allí hasta 1838 antes de su segundo viaje a Copenhague, donde fue recibido como un héroe. Thorvaldsen murió repentinamente en 1844. Su testamento incluía un gran legado para la construcción de un museo en Copenhague (ahora Museo Thorvaldsen) , destinado a albergar su colección personal así como modelos de sus obras. Su cuerpo reposa en el patio de este museo, bajo un lecho de rosas, según sus deseos.
Herman Wilhelm Bissen y Jens Adolfo Jerichau fueron otros artistas neoclásicos de Dinamarca.

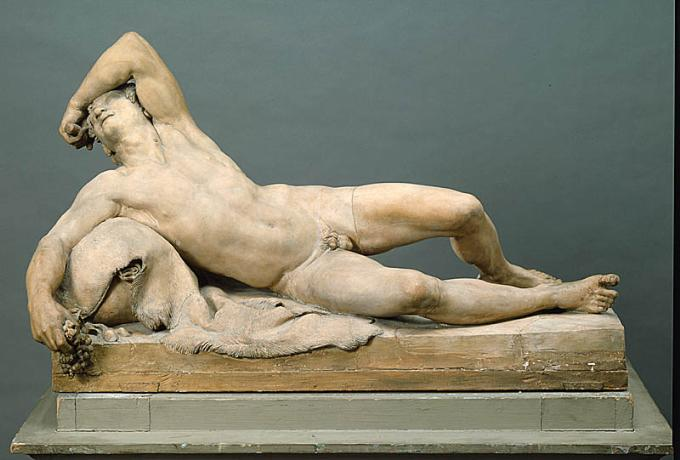
El fauno en reposo (1770), del sueco Johan Tobias Sergel
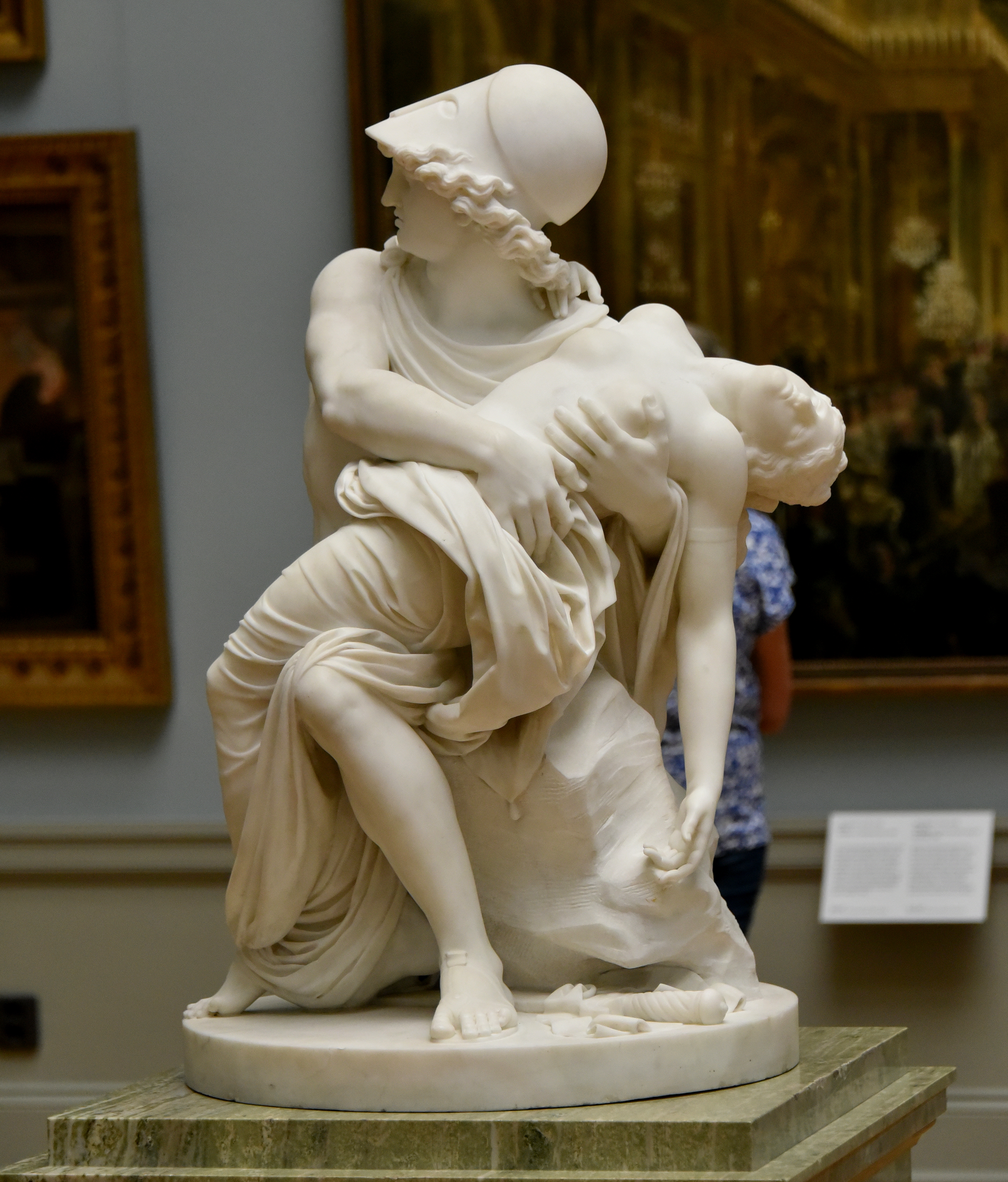
Marte y Venus  (c. 1775), del sueco Johan Tobias Sergel (Nationalmuseum, Stockholm)
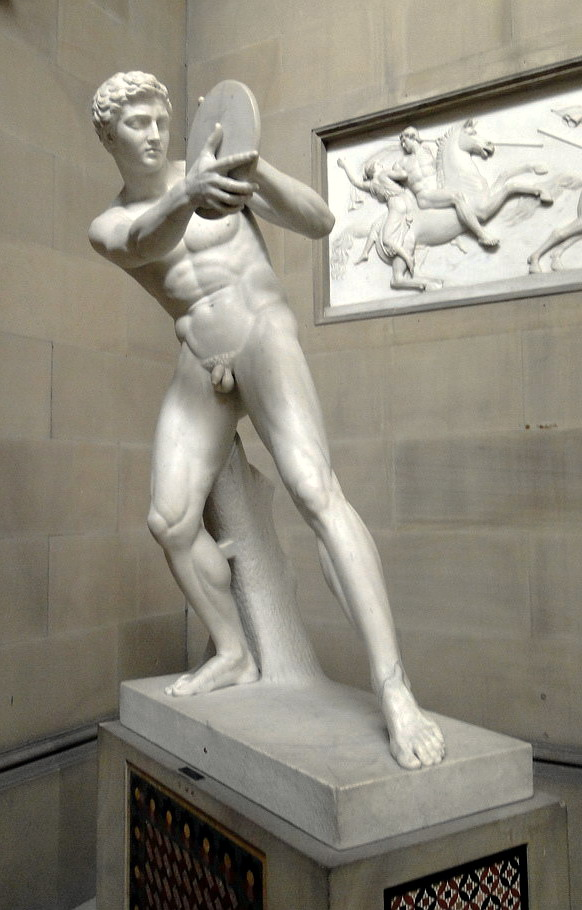
Diskobolos preparándose para lanzar (1822-1828), del neerlandés Mathieu Kessels (Chatsworth House)

Obras de Bertel Thorvaldsen
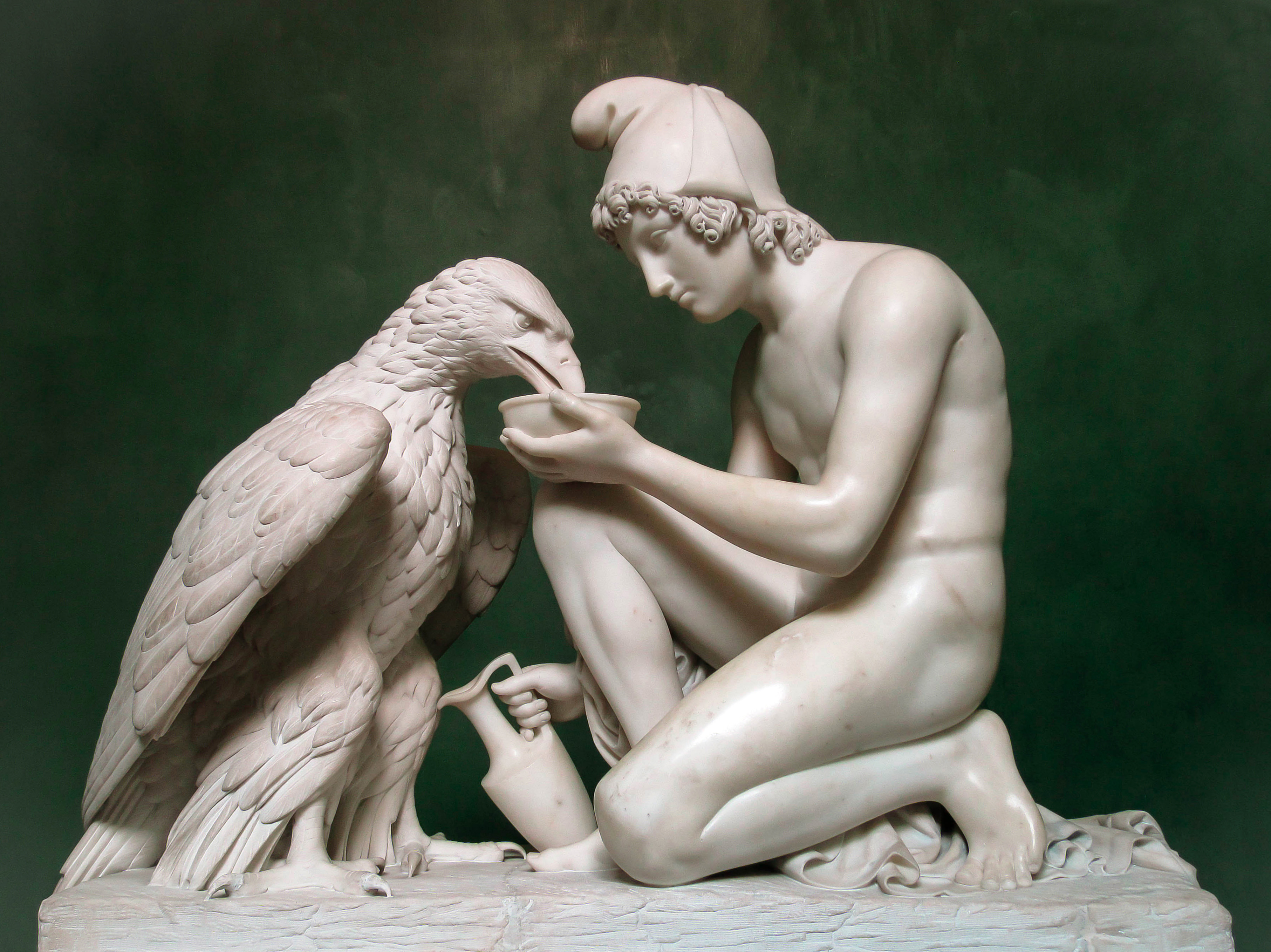
Ganímedes y el águila de Zeus (1817), de Bertel Thorvaldsen,  Museo Thorvaldsen (Copenhague)
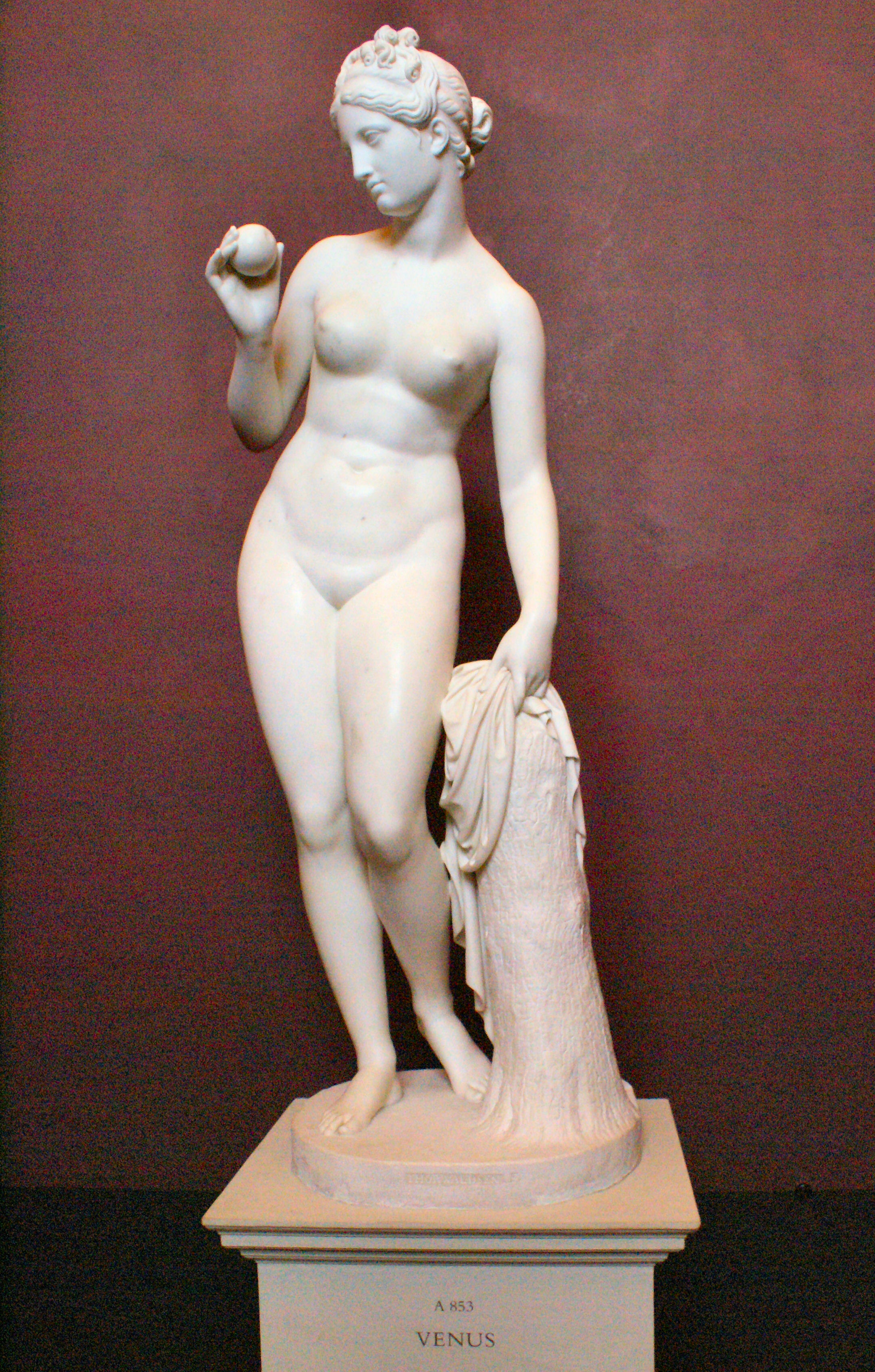
Venus con manzana (1813-1816), Museo Thorvaldsen
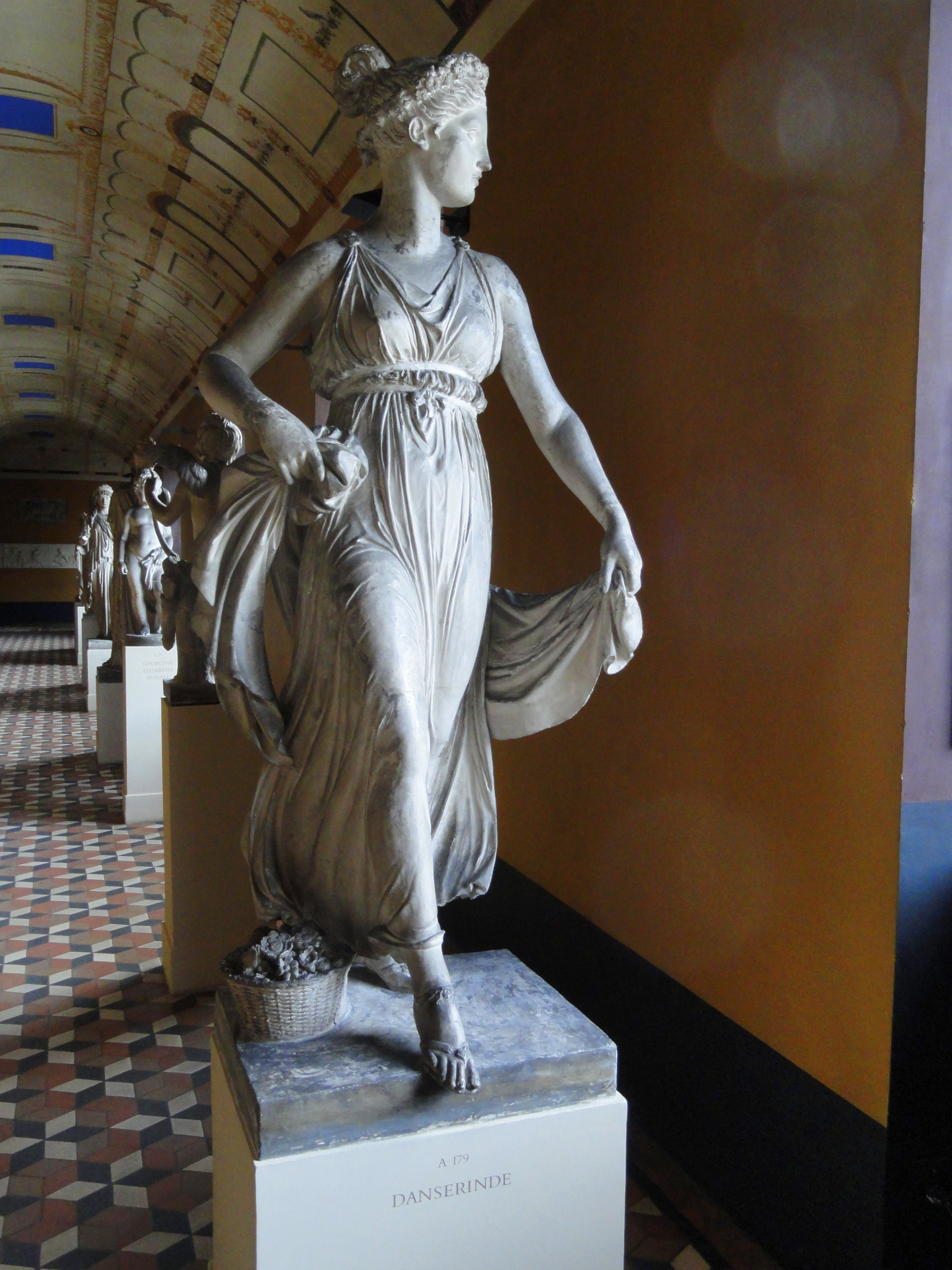
Niña danzando (c. 1817/1822),  Museo Thorvaldsen
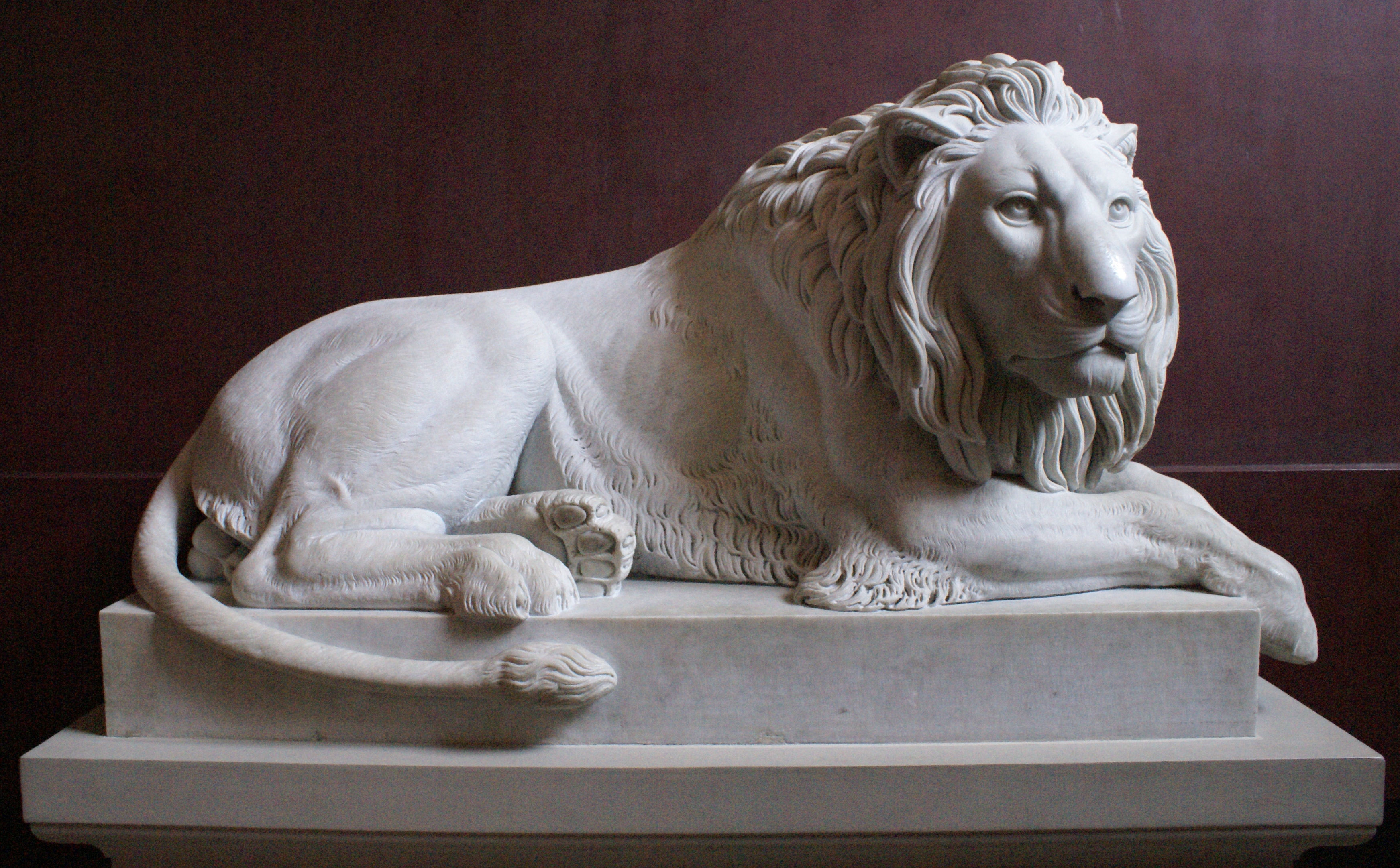
Leon (1825),  Museo Thorvaldsen
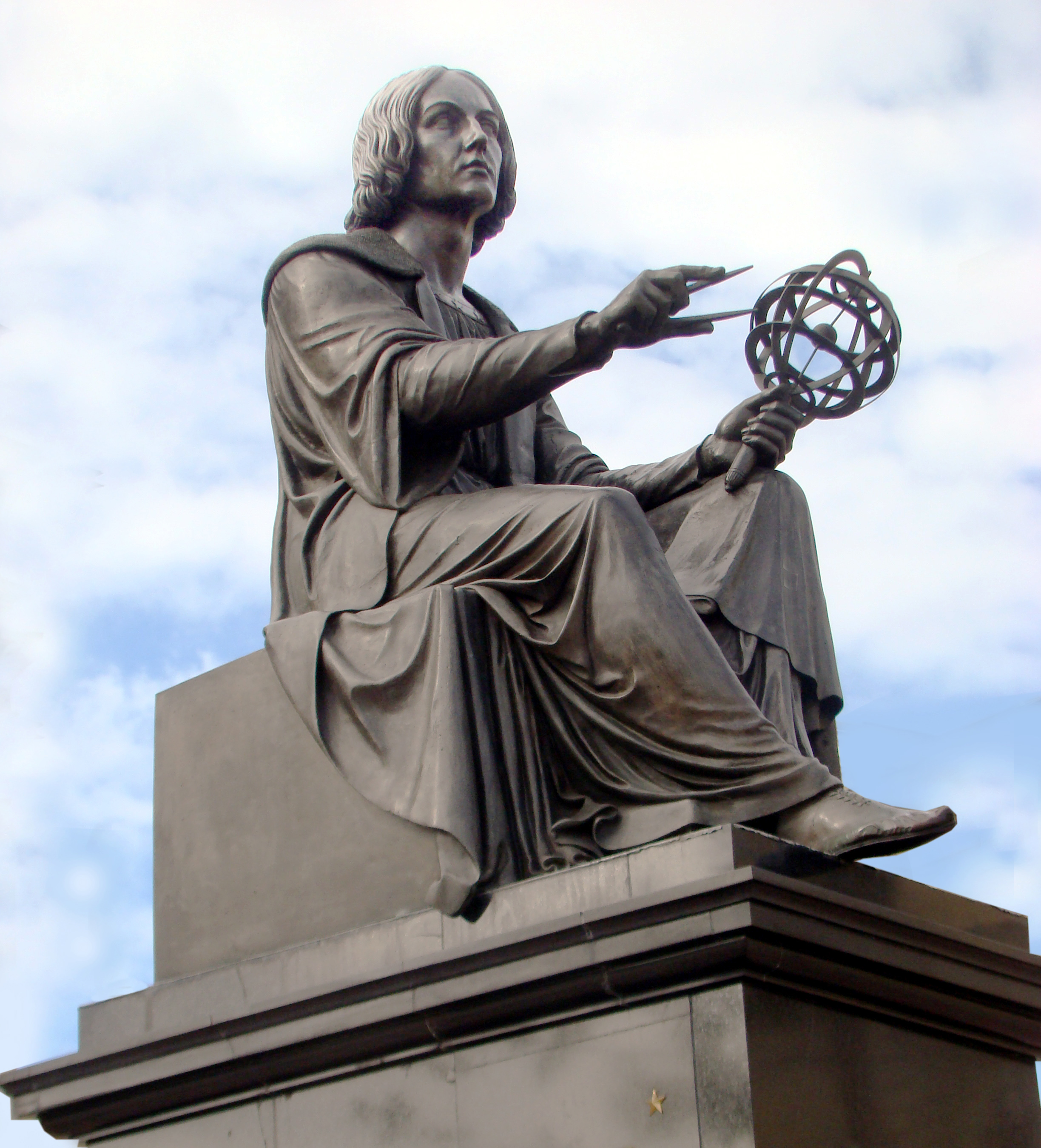
Monumento a Copérnico (1828-1830), Varsovia
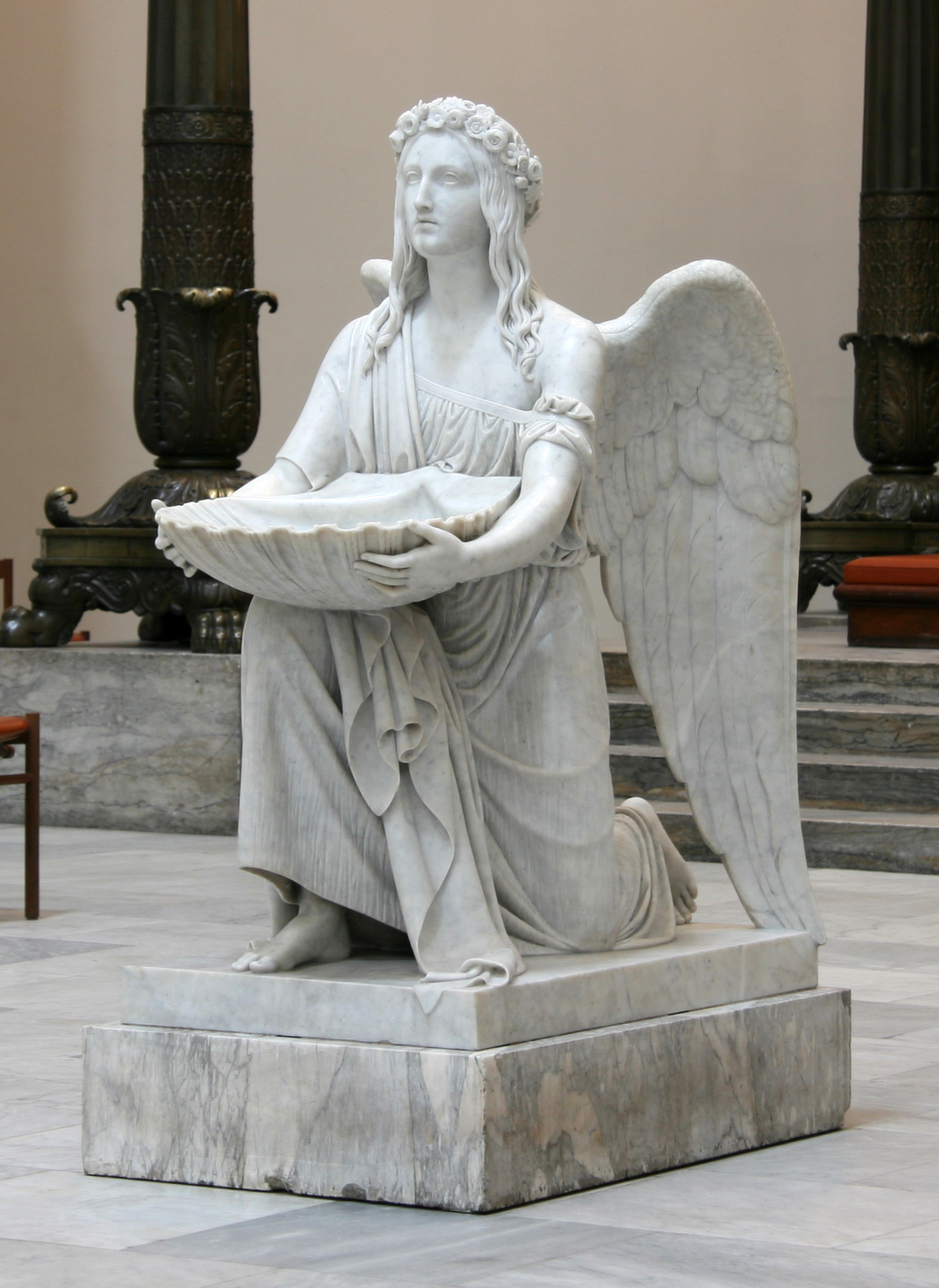
Fuente bautismal (1827), catedral de Copenhague
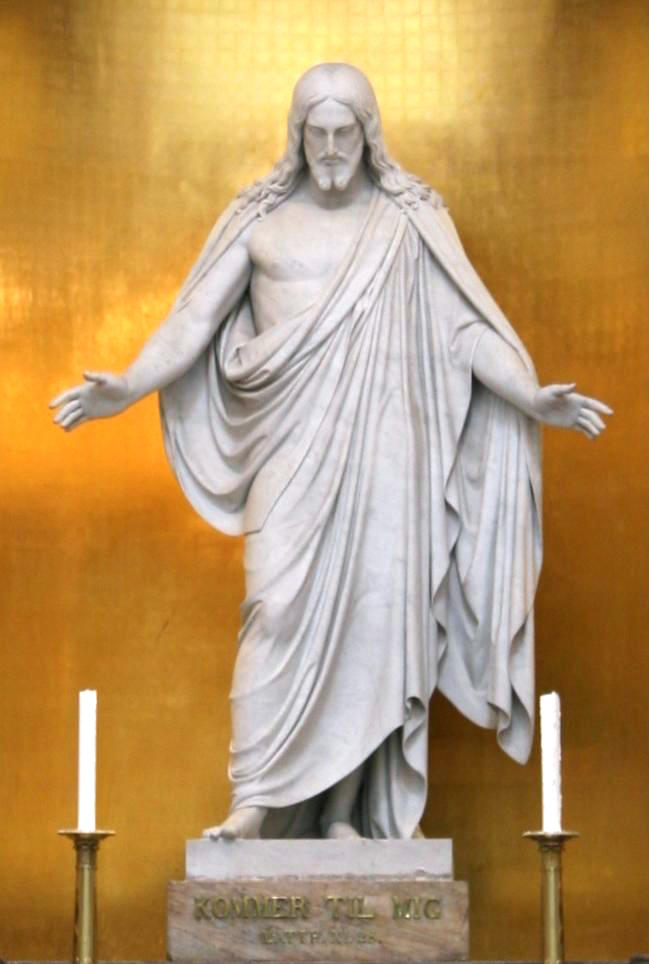
Christus (1838), catedral de Copenhague (hay copias por todo el mundo).

### Francia

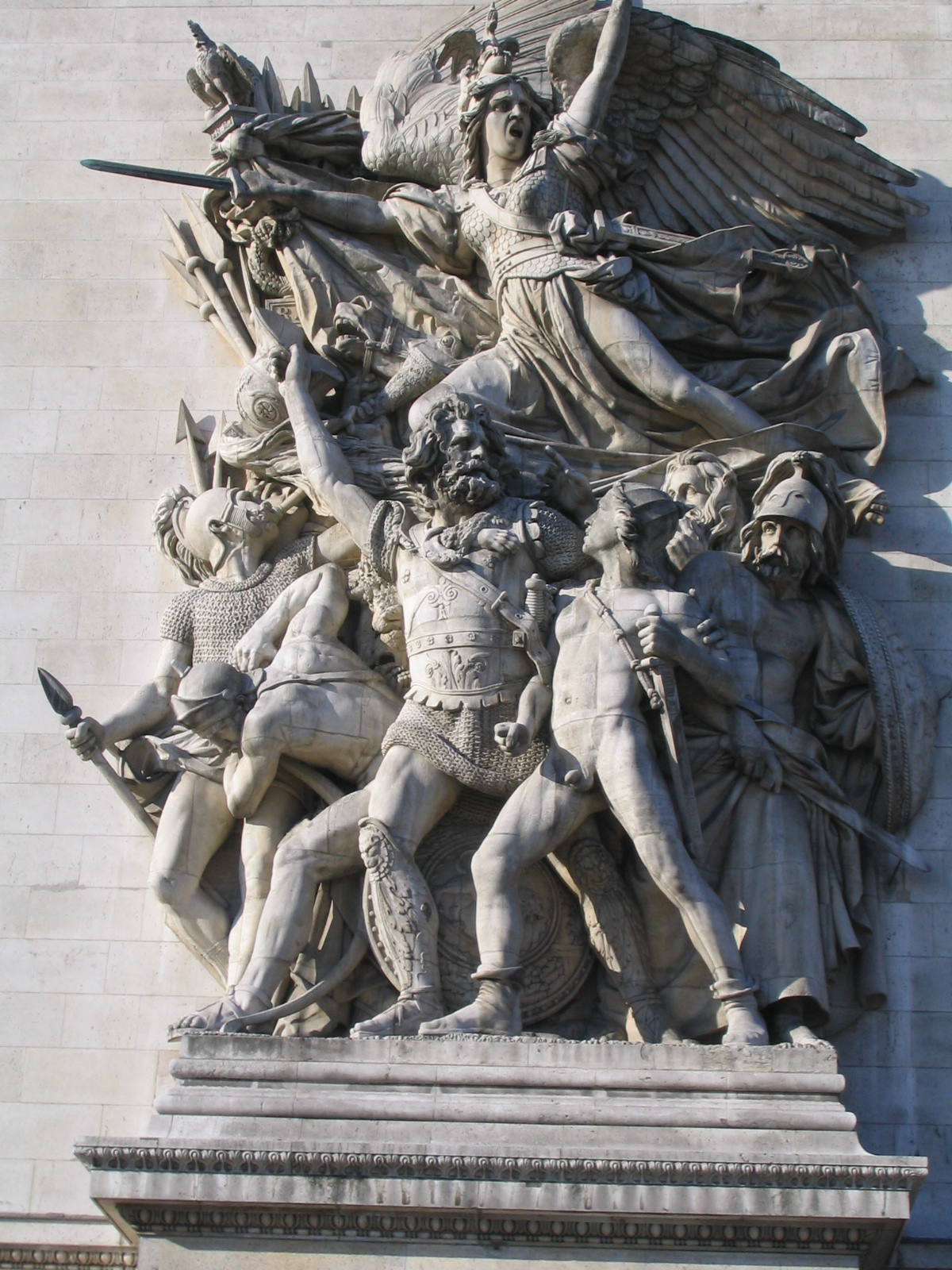
François Rude: La Marsellesa, 1833. Arco de Triunfo de París.

En Francia el apoyo por los ideales neoclásicos partió directamente de los círculos oficiales relacionados con la Academia de Bellas Artes y el propio rey, se estableció por la admiración de la cultura antigua que existía desde el renacimiento, y que se había mantenido incluso durante el barroco. Lenormant de Tournehem, superintendente de los «Edificios del Rey», tenía poder sobre la Academia y aconsejado por el conde de Caylus se retiró a mediados del siglo XVIII, indicando a los artistas que se alinearan al clasicismo. Su sucesor, el marqués de Marigny, estableció la práctica de prestigiar los temas históricos por encimar del retrato y el director siguiente, el conde de Angivillier, aumentó la dotación para la compra de obras históricas, que mostrasen temas de la tradición antigua.
Por otra parte, los pensadores independientes como Diderot defendieron el principio de que el arte debía «hacer atractiva la virtud y el vicio odioso». En estrecha relación con los revolucionarios, el pintor Jacques-Louis David fue nombrado director de la Academia y el principal organizador de festivales cívicos que se habían convertido muy populares durante la Revolución, y que claramente se inspiraban en fuentes paganas antiguas, con procesiones y ritos cuyo efecto sobre las masas se incrementó con la ayuda de una profusión de pinturas y esculturas simbólicas. Con el ascenso de Napoleón al poder imperial, y la Restauración Borbónica, las relaciones entre el neoclasicismo y los poder constituido, se volvieron tensas y el estilo se distorsionó y asumió una función de propaganda y en muchos aspectos retrógrada, consiguiendo su debilitación y disolución en el romanticismo. En su período de mayor vigor, tuvo como representantes más distinguidos a Jean Antoine Houdon, François Rude, Jean-Baptiste Pigalle y Augustin Pajou, entre ellos el precursor Edmé Bouchardon, que aún perteneciendo al estilo rococó se unió a los principios neoclásicos.
Otros nombres que merecen ser nombrados son los de: Joseph Chinard, Philippe-Laurent Roland, Robert Michel, Pierre Jean David, Jean-Baptiste Pigalle, George Rennie, Pierre-Nicolas Beauvallet, Louis Petitot, Claude Ramey, Jean-Jacques Pradier, François Jouffroy, Antoine-Louis Barye, Louis-Pierre Deseine, François-Joseph Bosio, Jean-Jacques Caffieri, Félix Lecomte y Jean-Louis Jaley.

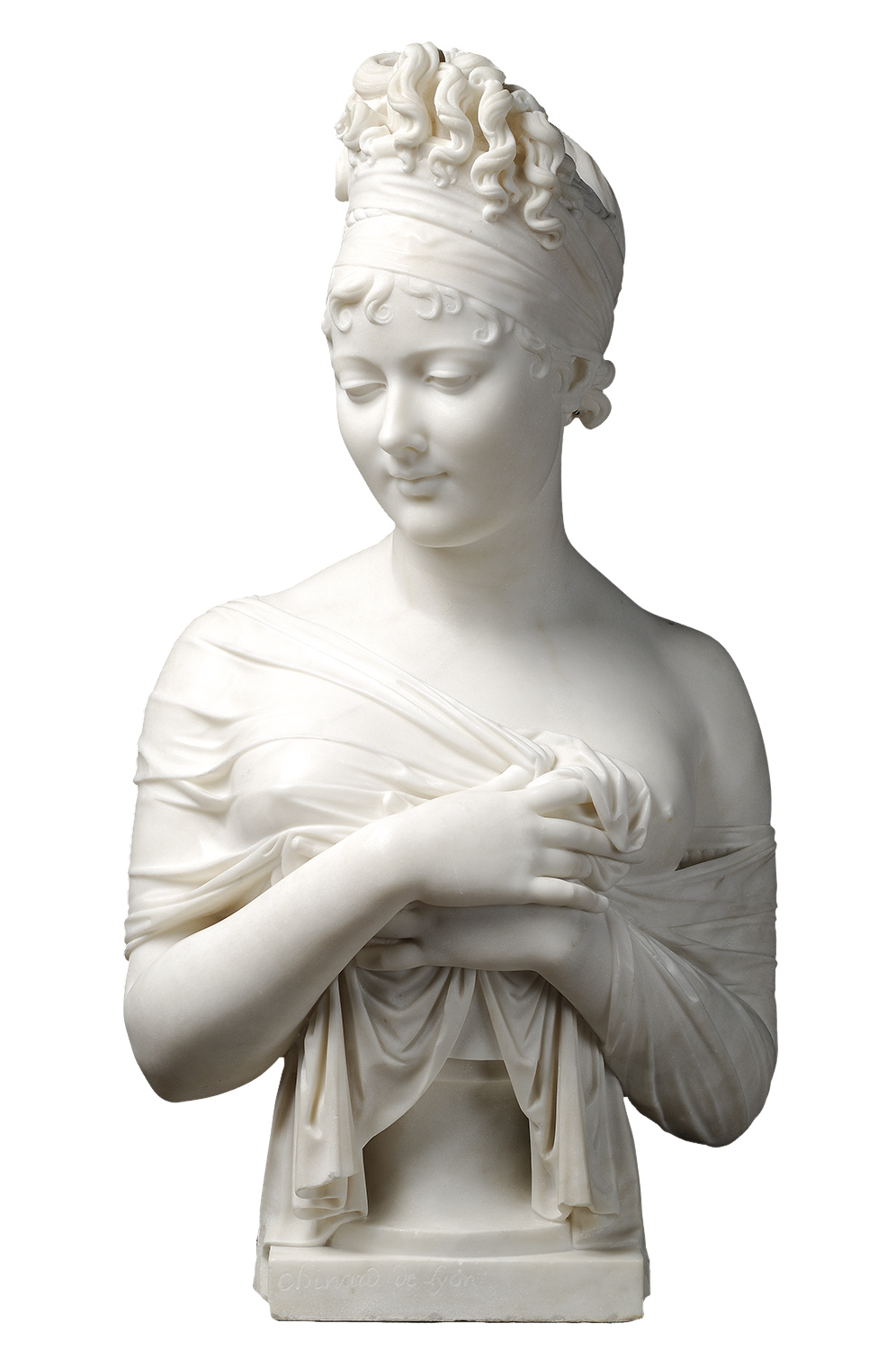
Juliette Récamier (1805/06), de Joseph Chinard (Museo de Bellas Artes de Lyon)
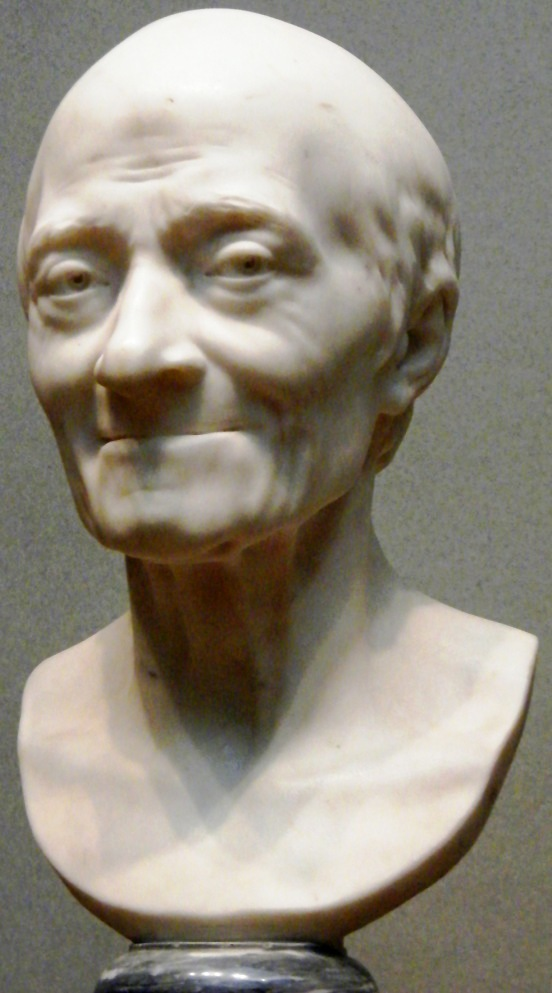
Voltaire (1778), de Jean-Antoine Houdon
Mercurius (1780), de Augustin Pajou
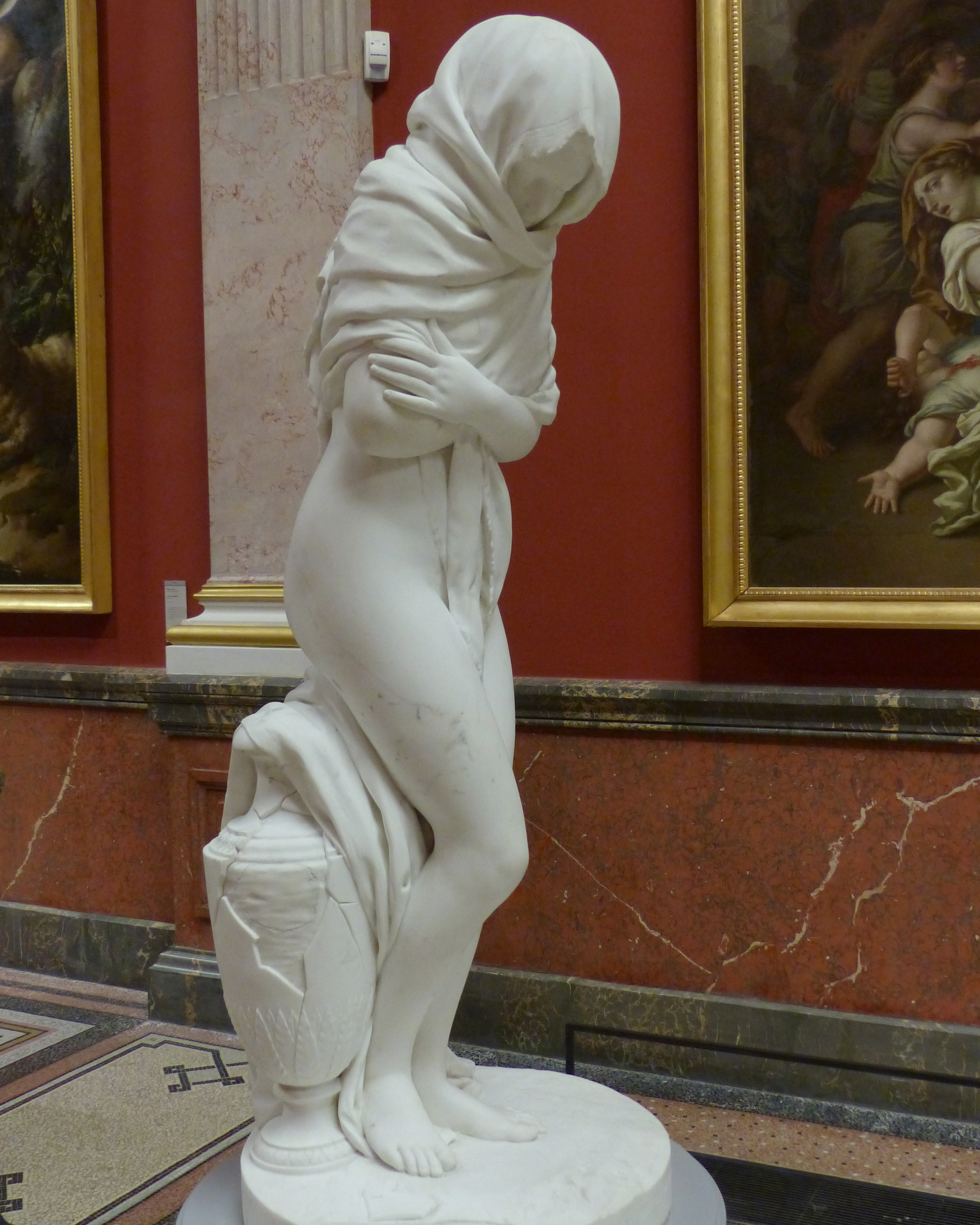
The Winter (1783), de Jean-Antoine Houdon (Musée Fabre, Montpellier)
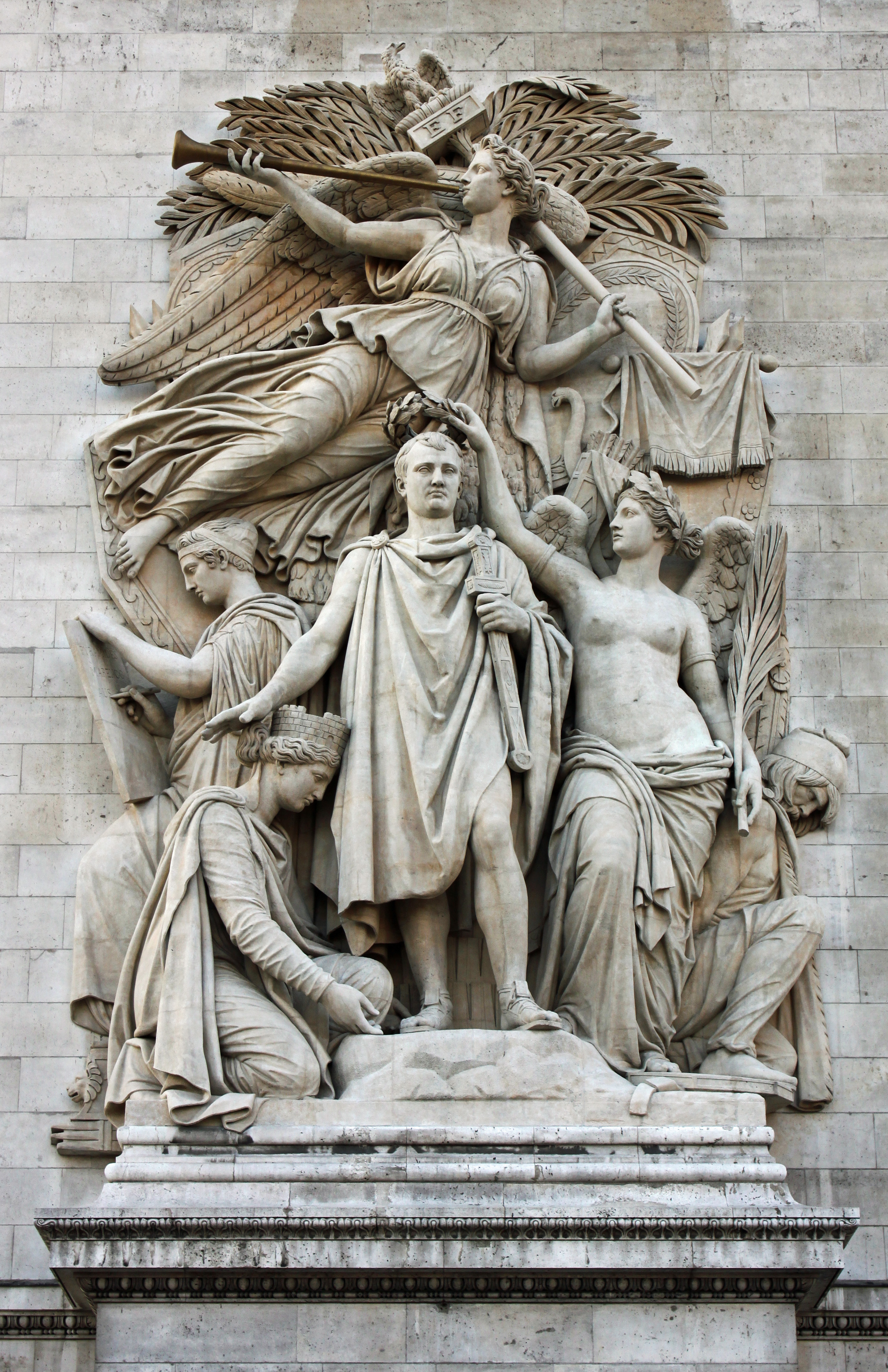
Le triomphe de 1810, Jean-Pierre Cortot,  Arco de Triunfo de París
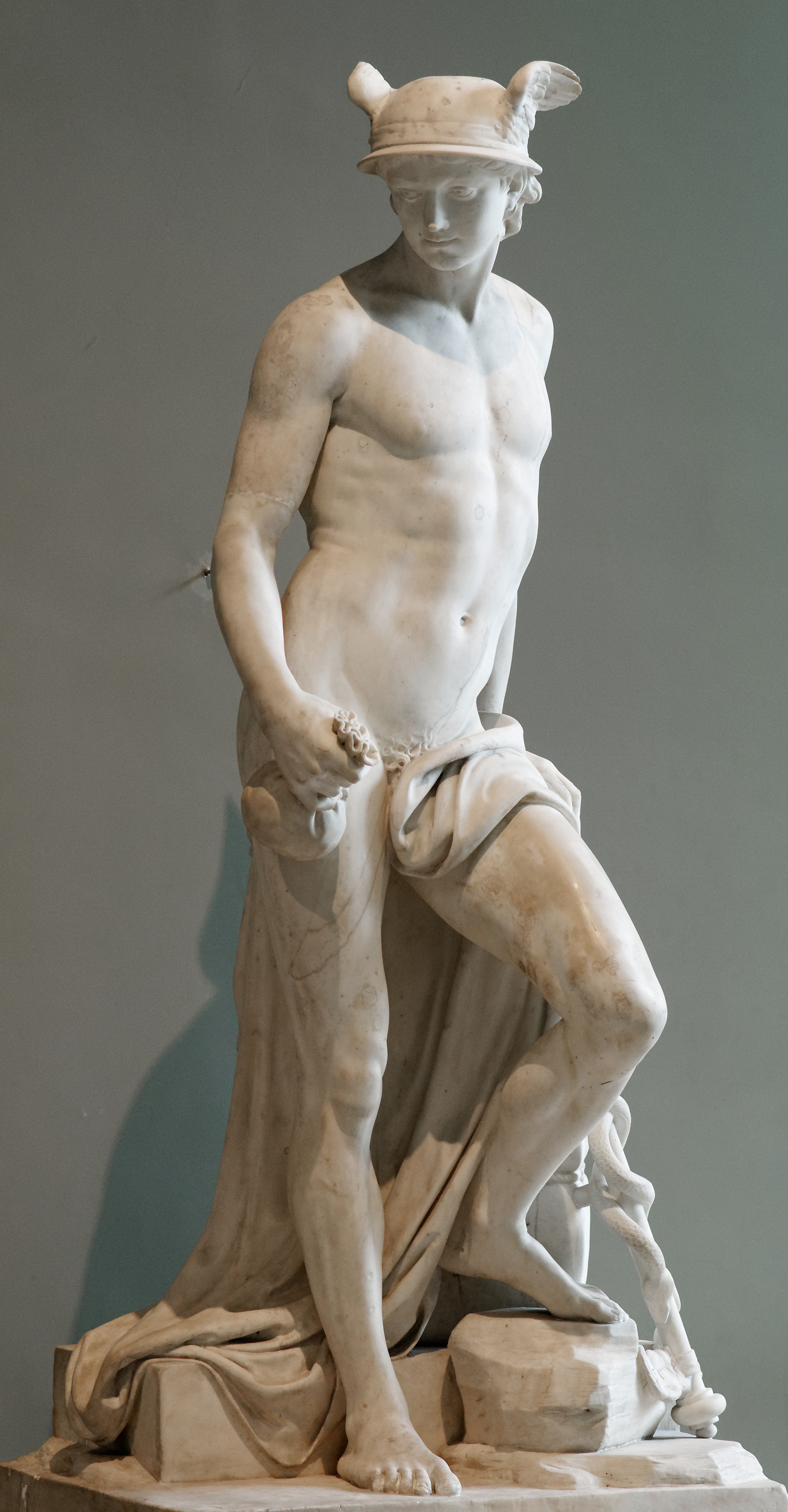
Mercury o The Trade (1780); de Augustin Pajou (Louvre)
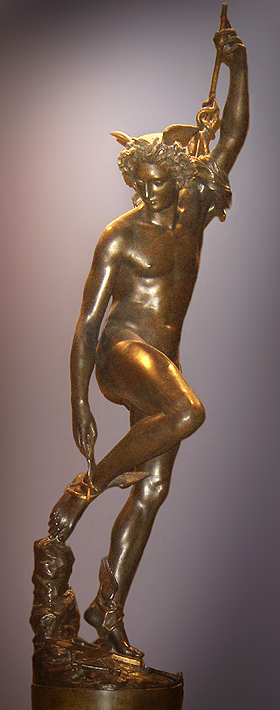
Mercurio atando sus sandalias (1834), de François Rude (Louvre)

### Inglaterra

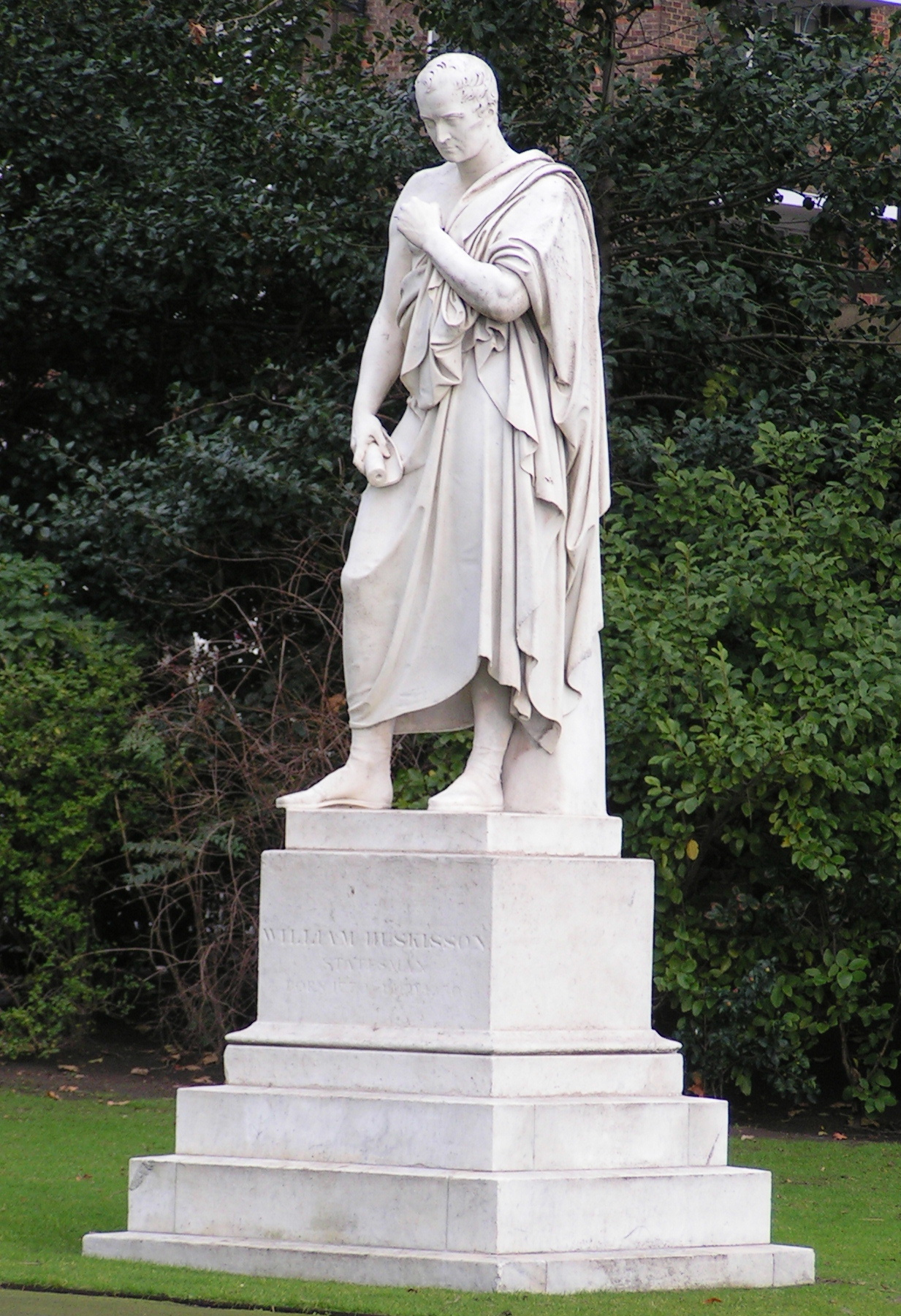
John Gibson: Monumento a William Huskisson, Pimlico Gardens, Londres

En Inglaterra, las raíces del neoclasicismo se remontan al siglo XVII, y se implantaron en la arquitectura neo-palladiana de Íñigo Jones, pero el estilo solo llegaría a su cenit a principios del siglo siguiente, con los seguidores Lord Burlington, Colen Campbell y William Chambers.
En la escultura, sin embargo, los resultados tardaron en aparecer. Uno de sus primeros exponentes fue Thomas Banks, quien estudió en Roma, como varios de sus compatriotas también lo habían hecho, y al regresar a Londres creó la primera obra inglesa en el nuevo estilo, un relieve titulado La muerte de Germánico (1774). Junto con John Flaxman, que ganó fama internacional, fue uno de los líderes del movimiento en la isla. Ellos fueron secundados por sir Francis Chantrey, John Bacon, John Gibson, y sir Richard Westmacott, discípulo del gran maestro italiano Antonio Canova, y a su regreso estableció un prestigioso estudio, donde tuvo como alumnos a John Edward Carew y Musgrave Watson. Su hijo, Richard Westmacott el Joven, fue también escultor respetado y que siguió muy de cerca el estilo paterno. Joseph Nollekens fue otra gran figura, considerado el mejor pintor retratista de finales del siglo XVIII en Inglaterra. Hacia mediados del siglo XIX el neoclasicismo inglés adquirió más libertad formal, destacándose John Henry Foley y Thomas Woolner, hasta que el movimiento pierde fuerza con el penetrante influjo romántico francés a partir de 1875.

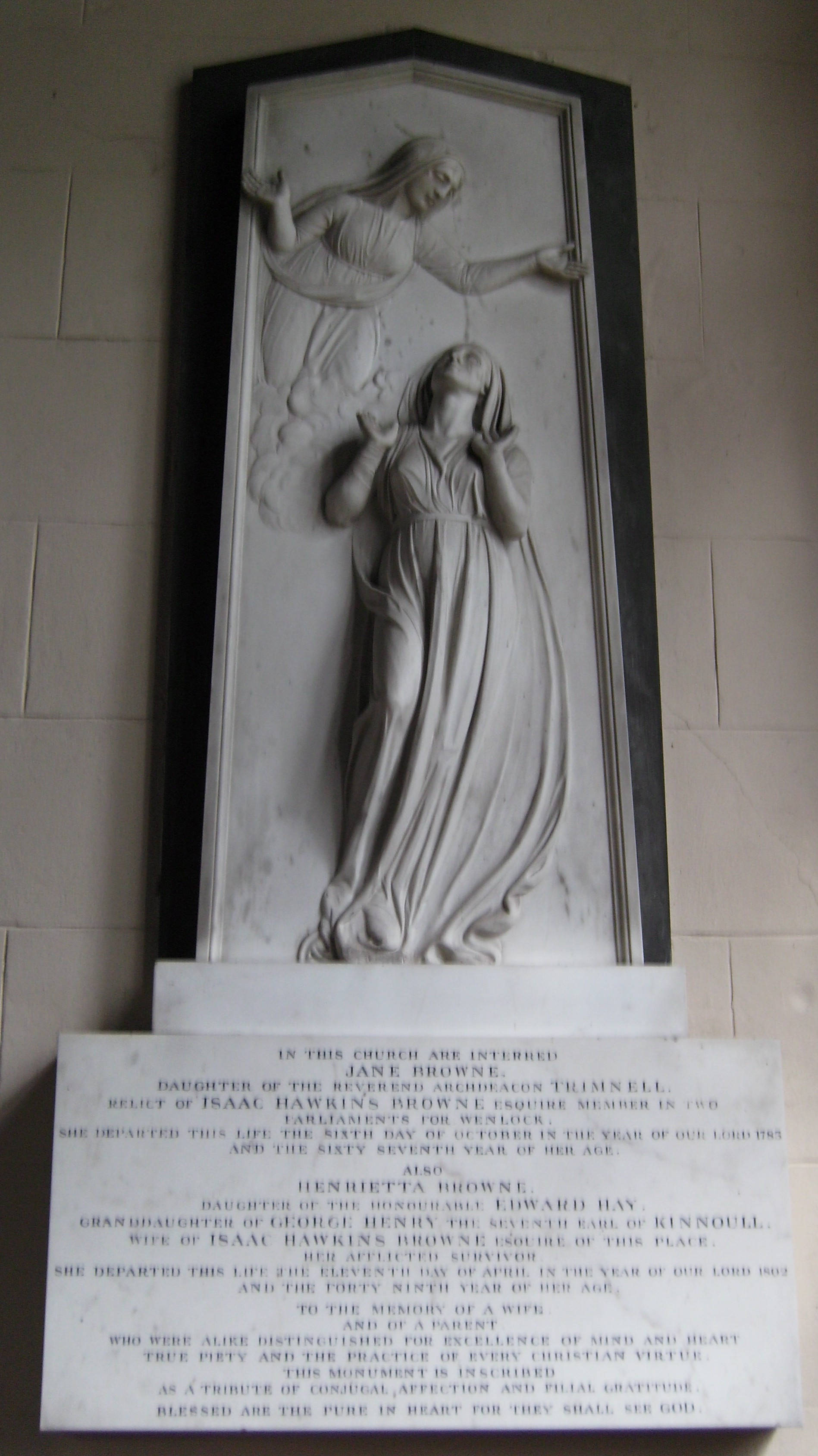
Memorial a Jane y Henrietta Browne, de John Flaxman
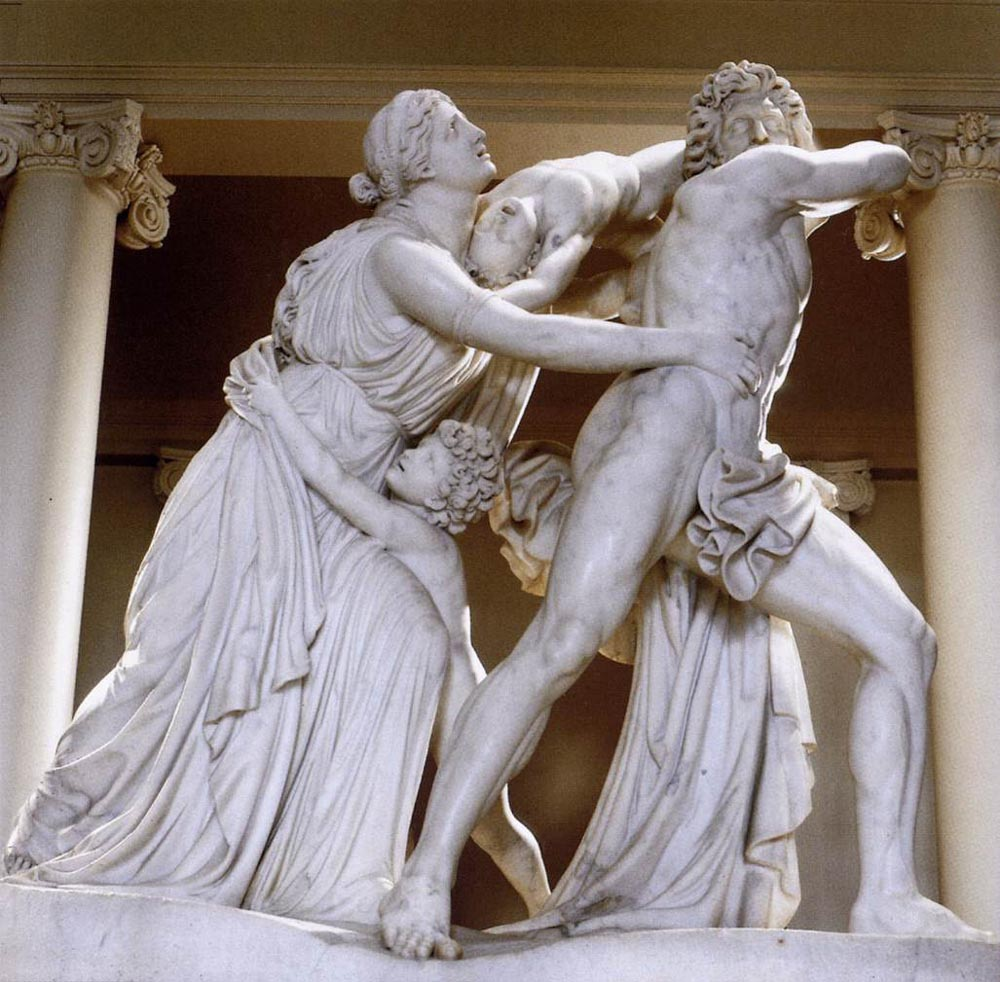
Las furias de Atamante (1790-1794), de John Flaxman

### Alemania

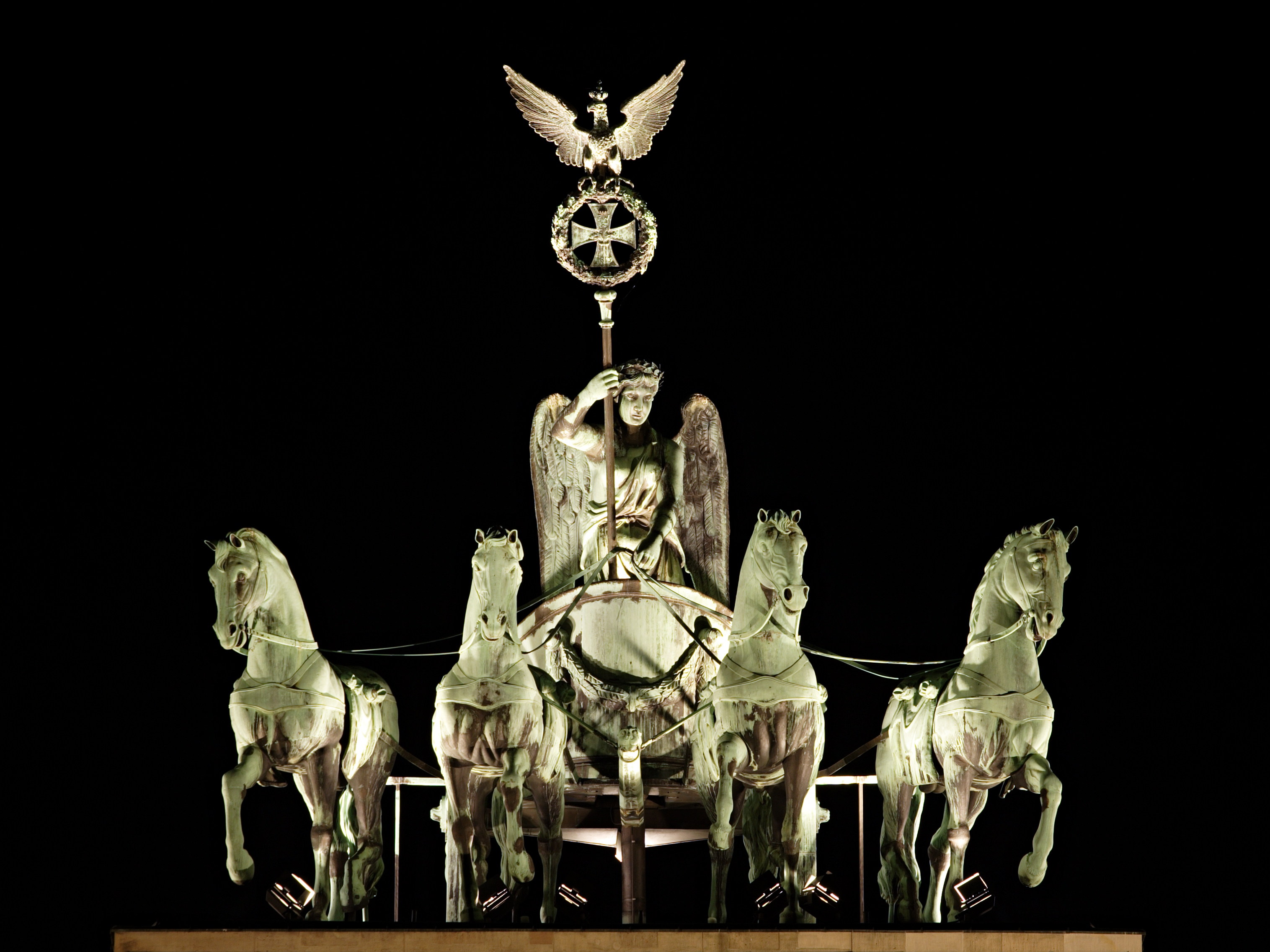
La Cuadriga (1793) en la puerta de Brandeburgo, la obra más famosa de Johann Gottfried Schadow

En Alemania las ideas de Winckelmann habían tenido una aceptación inmediata y entusiasta, y su influencia se mantuvo hasta mediados del siglo XIX, especialmente a través de la carrera artística de Johann Gottfried Schadow, la figura más importante de la región, había estudiado en Italia y asumió a su regreso, la dirección de la Academia de Berlín, ejerció gran influencia no solo por sus esculturas, sino también por sus tratados técnicos sobre el arte. Fue padre del pintor nazareno Friedrich Wilhelm Schadow y del escultor Rudolph Schadow, que siguió la misma escuela y dejó piezas de gran calidad. Otros nombres del centro de Europa son Johann Heinrich von Dannecker, Christian Friedrich Tieck, Martin von Wagner, Konrad Eberhard, Julius Troschel Wolf von Hoyer y especialmente Christian Daniel Rauch, quien también estudió en Roma, particio en los círculos más célebres de la ciudad y más tarde recibió la consagración de los tribunales alemanes, recibiendo honores de nobleza y la producción de muchos monumentos, entre los que destaca uno colosal, dedicado a Federico II de Prusia, que es una de las mayores creaciones de este género en el siglo XIX.

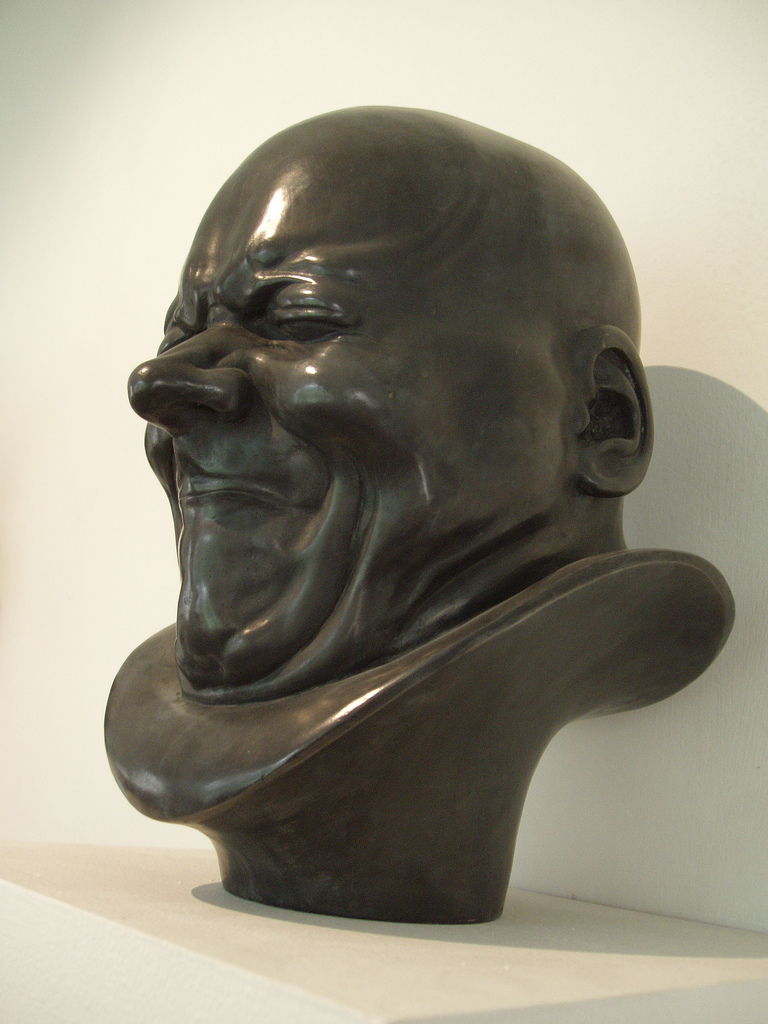
Una de los Cabezas de personaje, de Franz Xaver Messerschmidt
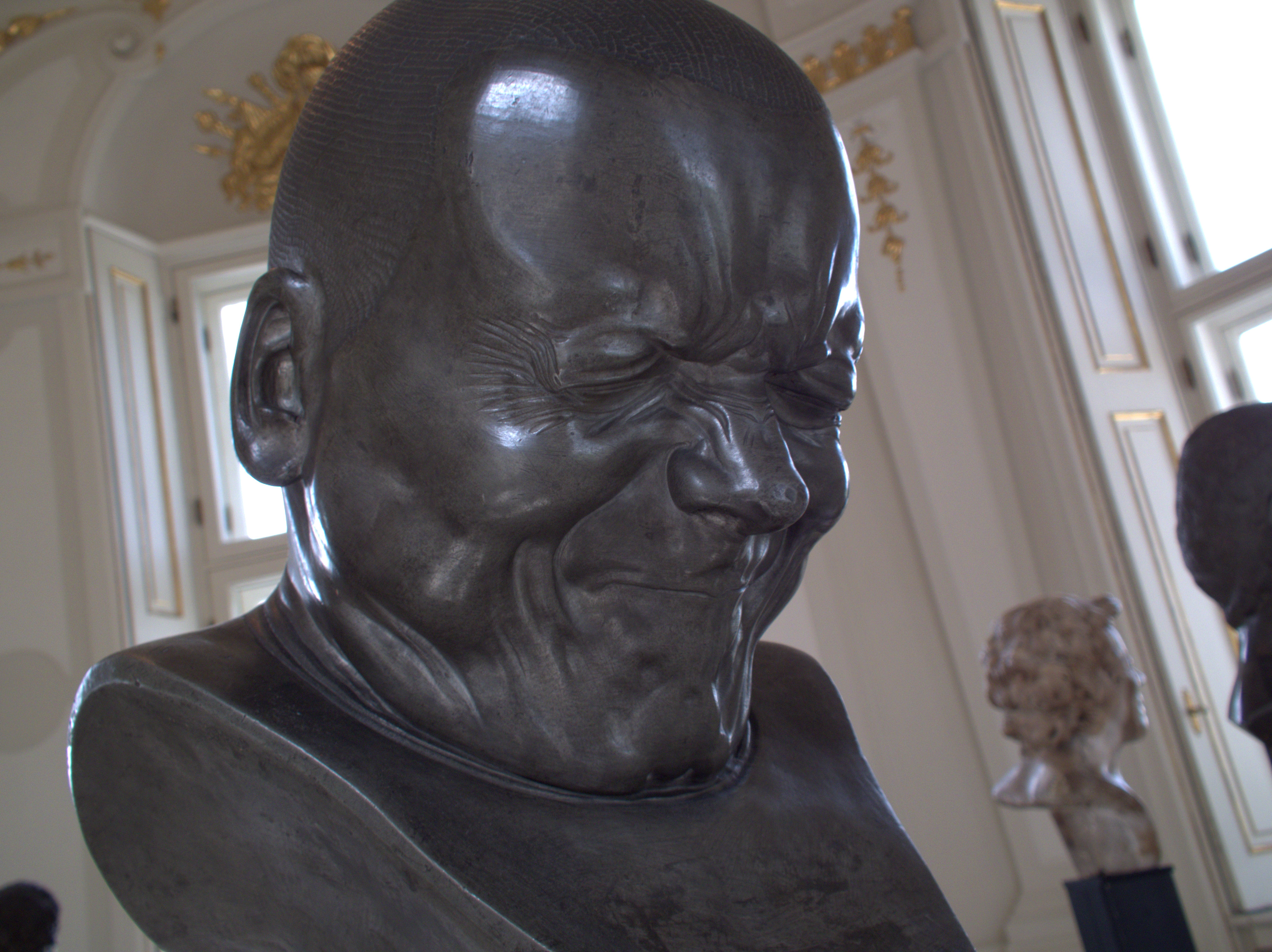
An Arch-Rascal (n.° 33 en una serie de personajes)) (desp.1770)  de Franz Xaver Messerschmidt Österreichische Galerie Belvedere, Vienna, Austria
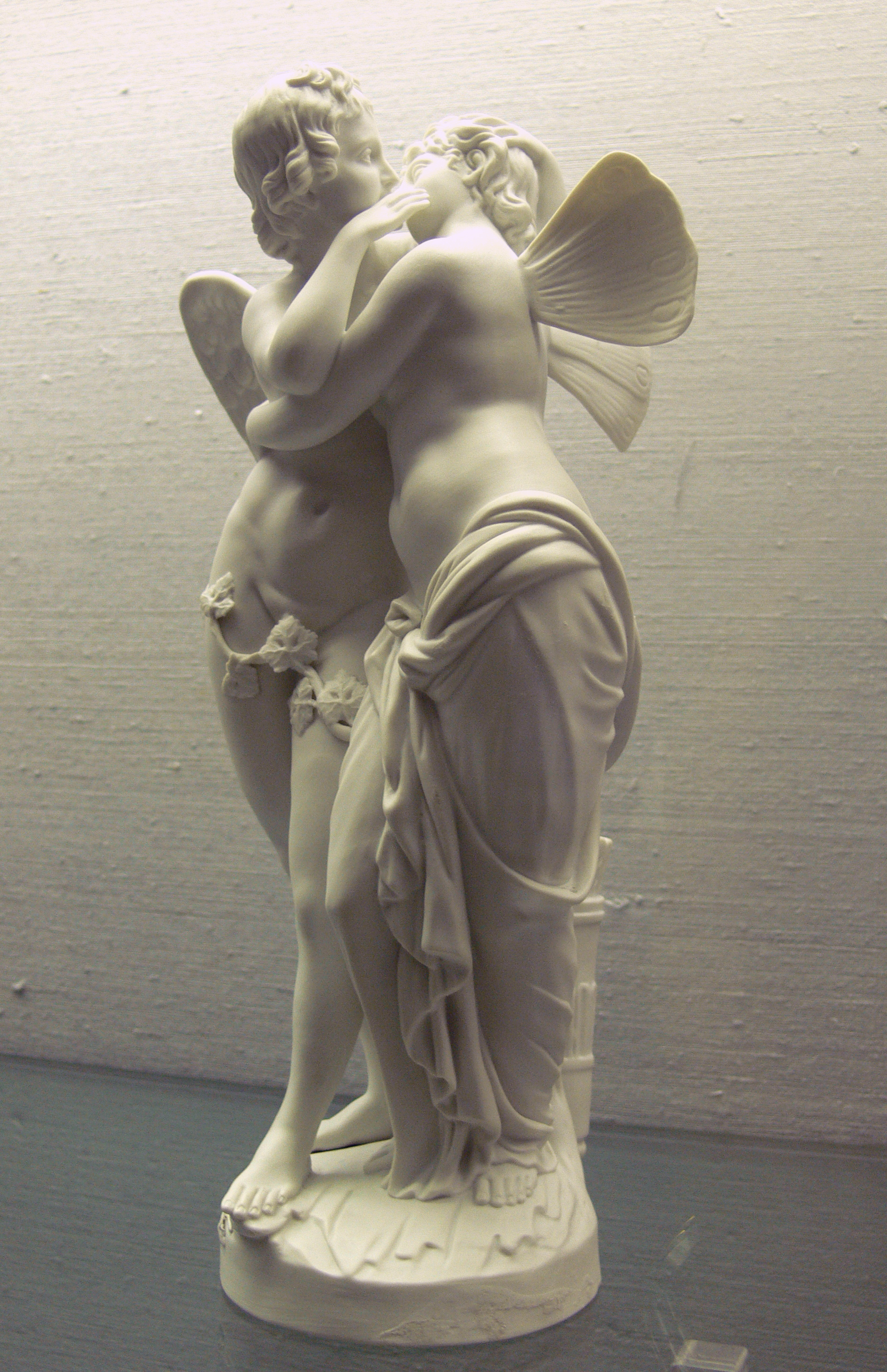
Amor y Psyche (1791), de  Johann Gottfried Schadow
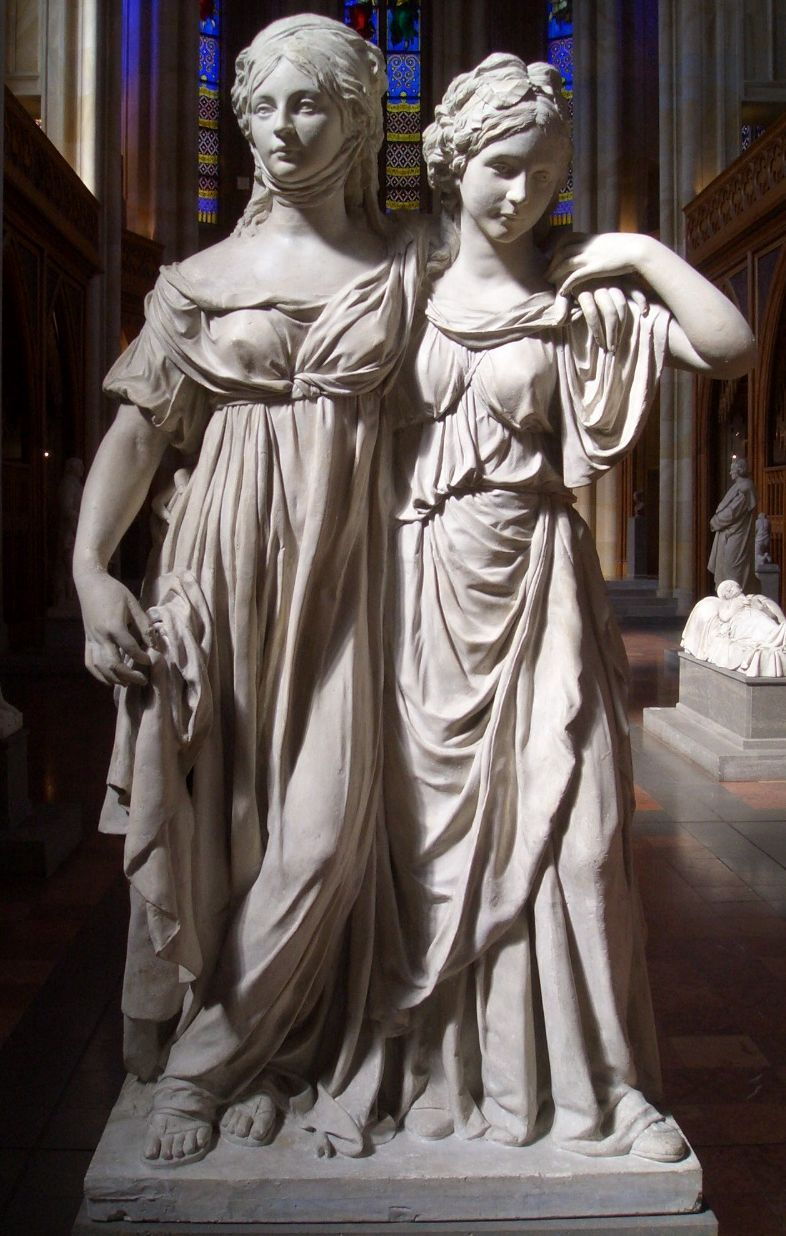
Joven atándose las sandalias (1817), de Rudolph Schadow (Neue Pinakothek, Munich)

### España y Portugal
La escultura neoclásica tuvo un desarrollo particular y menos visible que en otras artes. En ella pesó poderosamente la tradición imaginera de obras en madera policromada, que había sido habitual en las costumbres devocionales de los españoles, por lo que apenas existía una escultura monumental que no estuviera ligada a las necesidades religiosas. Por ello los primeros indicios de cambio se encaminaron hacia el barroco francés que trajeron los escultores cortesanos.
Desde la Academia, artistas como Francisco Gutiérrez (1727-1782) o Manuel Álvarez de la Peña (1727-1797) crearon esculturas en materiales nobles, en muchos casos destinadas al ornato urbano. Gutiérrez fue autor de la fuente de Cibeles (1780-1786) y colaboró en la parte escultórica de la puerta de Alcalá, ambas en Madrid. Álvarez esculpió la fuente de Apolo o de las Cuatro Estaciones y Juan Pascual de Mena (1707-1784), un precursor de las nuevas tendencias, la fuente de Neptuno, ambas en el paseo del Prado de Madrid. Un discípulo de Mena, el valenciano Manuel Tolsá (1757-1816), viajó  a la Nueva España en 1791 con el nombramiento de director de escultura de la Academia de San Carlos de la Ciudad de México, donde realizará la estatua ecuestre de Carlos IV (1793-1802). 
Pero la imaginería no desapareció y los escultores, aprovechando las enseñanzas de la Academia, llegaron a hacer una escultura policromada de gran calidad. Un ejemplo fue José Esteve (1741-1802), formado en la Academia de San Carlos de Valencia, autor de bellísimas imágenes como la Inmaculada de la catedral de Valencia. Con Esteve colaboró José Ginés (1768-1822) en la elaboración del Belén del Príncipe (Palacio Real y Academia de San Fernando), un género aún habitual.
Con Juan Adán (1741-1816), que se formó en la Academia de Zaragoza y estuvo pensionado en Roma, se produjo el paso definitivo al neoclasicismo. Nombrado en 1795 escultor de cámara, realizó los retratos de Carlos IV y María Luisa de Parma (1797, Palacio Real); tienen la ampulosidad de los retratos de aparato pero con la severidad en los rostros de la estatuaria romana. Suya fue la Venus del parque de El Capricho de la Alameda de Osuna, una interpretación realmente fiel de los modelos romanos.
El cordobés José Álvarez Cubero (1768-1827) es un ejemplo del neoclasicismo español que, aunque había recibido una educación inicial en el barroco, luego completó su formación en París y en Roma, donde entabló amistad y fue asistente del italiano  Antonio Canova y luego también escultor de la corte en el exilio del rey Carlos IV. Fue escultor de cámara de Fernando VII y su célebre grupo La defensa de Zaragoza es muy representativo de este neoclasicismo hispano que debe tanto a la estatuaria clásica como a la lección del mismo Canova que así llegó a España.
En Cataluña, las enseñanzas del clasicismo de la escuela de la Lonja de Barcelona, se manifestaron en el escultor Damià Campeny (1771-1855), que pensionado en Roma, también estuvo en contacto con Canova. Entre sus obras destaca una serie de estatuas mitológicas, Cleopatra y Lucrecia muerta, (1804, Lonja de Barcelona) —que tiene toda la serenidad de la escultura clásica pero algunos atisbos de melancolía romántica— y la Virgen del Crucifijo de Lepanto (1830, catedral de Barcelona).  La escultura neoclásica tuvo un largo epílogo en la obra de Antonio Solá (1787-1861), que trabajó en Roma desde 1803 y fue propuesto por Canova y Thorvaldsen, como miembro de la Academia romana de San Lucas, de la que llegaría a ser presidente entre los años 1837 y 1840. Fue autor de Venus y Cupido (1830, Museo de Arte de Cataluña) y del grupo de Daoiz y Velarde (1830, Madrid, plaza del Dos de mayo), un uso convencional del clasicismo para retratar a los héroes románticos.  
En Canarias destacó la personalidad de Fernando Estévez (1788-1854), máximo representante del clasicismo en el archipiélago canario. Su obra está formada principalmente por escultura religiosa, aunque también realizó composiciones pictóricas, fue un hábil urbanista y diseñó monumentos conmemorativos. Admirador de Canova y defensor de todo lo que significara progreso, desempeñó el cargo de catedrático de Dibujo en la Academia de Bellas Artes de Canarias. Es recordado por haber realizado la imagen de Nuestra Señora de Candelaria (1827), patrona de Canarias y la magnífica talla del Nazareno (1840) de Santa Cruz de La Palma.
- Esculturas neoclásicas
- Sepulcro de Fernando VI (1760-1765), de Francisco Gutiérrez Arribas (Iglesia de las Salesas Reales (Madrid))
- Busto de Manuel Godoy (1794), de Juan Adán (Real Academia de Bellas Artes de San Fernando)
- Lucrecia muerta (1804) de Damià Campeny, Lonja de Mar, Barcelona
- Ganímedes (1804), de José Álvarez Cubero (RABASF)
- Isabel de Braganza (c. 1826), de José Álvarez Cubero (Museo del Prado, Madrid)
- Nuestra Señora de Candelaria (1827-1828) de Fernando Estévez
- Matanza de los inocentes (1834) de Antonio Solá (Real Academia Catalana de Bellas Artes de San Jorge, Barcelona)

- Obras públicas urbanas
- Fuente de Apolo (1777), de Manuel Álvarez de la Peña (Madrid)
- Fuente de Cibeles (1777-1782), de Francisco Gutiérrez (figura de la diosa y el carro) y Roberto Michel (los leones)
- Fuente de Hércules y Anteo (1780-1784) de Juan Adán (jardín del Parterre, Aranjuez)
- Fuente de Neptuno (1777-1786), de Juan Pascual de Mena (Madrid)
- La Fuente del Viejo (1818) de Damià Campeny (plaza de Sants, Barcelona)
- Grupo de Daoiz y Velarde (1830) de Antonio Solá (plaza del Dos de Mayo en Madrid)

En Portugal destacaron Joaquim Machado de Castro (1731-1822), autor de la estatua ecuestre del rey José I en la Praça do Comércio de Lisboa, y João José de Aguiar (1768-1842), considerado el mejor escultor de su generación. Trabajó en Roma en el taller de Canova y a su regreso en Portugal participó en la decoración del Palacio Nacional de Ajuda, creando un conjunto de nueve esculturas alegóricas que decoran el vestíbulo principal, la más famosa de las cuales es la conocida como Anúncio Bom.

### Estados Unidos
El neoclasicismo en los Estados Unidos se desarrolló más tardíamente que en Europa. El país obtuvo su independencia en 1776, y hasta entonces no había una tradición artística sólidamente establecida, pero el pensamiento de la ilustración europea era conocido entre los círculos intelectuales y la imagen de la antigua Roma republicana fue la inspiradora para la nueva nación. Uno de los primeros introductores de la escultura neoclásica en el Nuevo Mundo fue el francés Houdon, que por invitación de Benjamín Franklin cruzó el Atlántico en 1785 para realizar una estatua de George Washington, de la que posteriormente se sacaron varias copias. Si bien se indica la presencia del precursor William Rush a principios del siglo XIX, el contexto nacional aún no tenía un sistema del arte capaz de soportar la producción de obras importantes que requerían una gran infraestructura técnica, e incluso los monumentos públicos eran encargados, la mayor parte, a extranjeros.
A partir de la década de 1820 surgió un grupo de escultores nativos de talento superior, y la mayoría de ellos se trasladó a Italia en busca de su perfeccionamiento, a veces no regresando a su patria. Italia ofrecía un fondo de interés histórico y cultural irresistible para los artistas, el ambiente estaba estimulado por la existencia de monumentos, ruinas y colecciones de valor incalculable y por la presencia de maestros como Bartolini, Canova y Thorvaldsen, y las condiciones de trabajo eran mucho mejores que en Estados Unidos, donde escaseaba tanto el mármol como ayudantes capaces de auxiliar al artista en el arte complejo y laborioso de la talla en piedra y lo mismo en la elaboración de piezas en bronce. Horatio Greenough fue el primero de una ola de norteamericanos en establecerse entre Roma y Florencia. Después de él vino Hiram Powers, uno de los más exitosos de todos ellos, y Thomas Crawford, Randolph Rogers, Harriet Goodhue Hosmer y William Wetmore Story que después de 1857 se puso al frente de la colonia estadounidense que se había creado en Roma, siendo una referencia para todos los recién llegados. A pesar de su permanencia en Italia, el grupo fue celebrado en su país, y sus logros artísticos recibieron una cobertura continua por la prensa hasta que la corriente neoclásica se disipó en Estados Unidos a partir de la década de 1870. En este punto los EE. UU. ya habían establecido su cultura y creado condiciones para impulsar la producción escultórica local de un nivel uniforme y elevado, esta etapa es conocida como el «renacimiento estadounidense» y estuvo imbuida de muchas referencias clásicas, con dirección hacia el romanticismo y asimilando otros estilos diferentes, en resumen un eclecticismo.

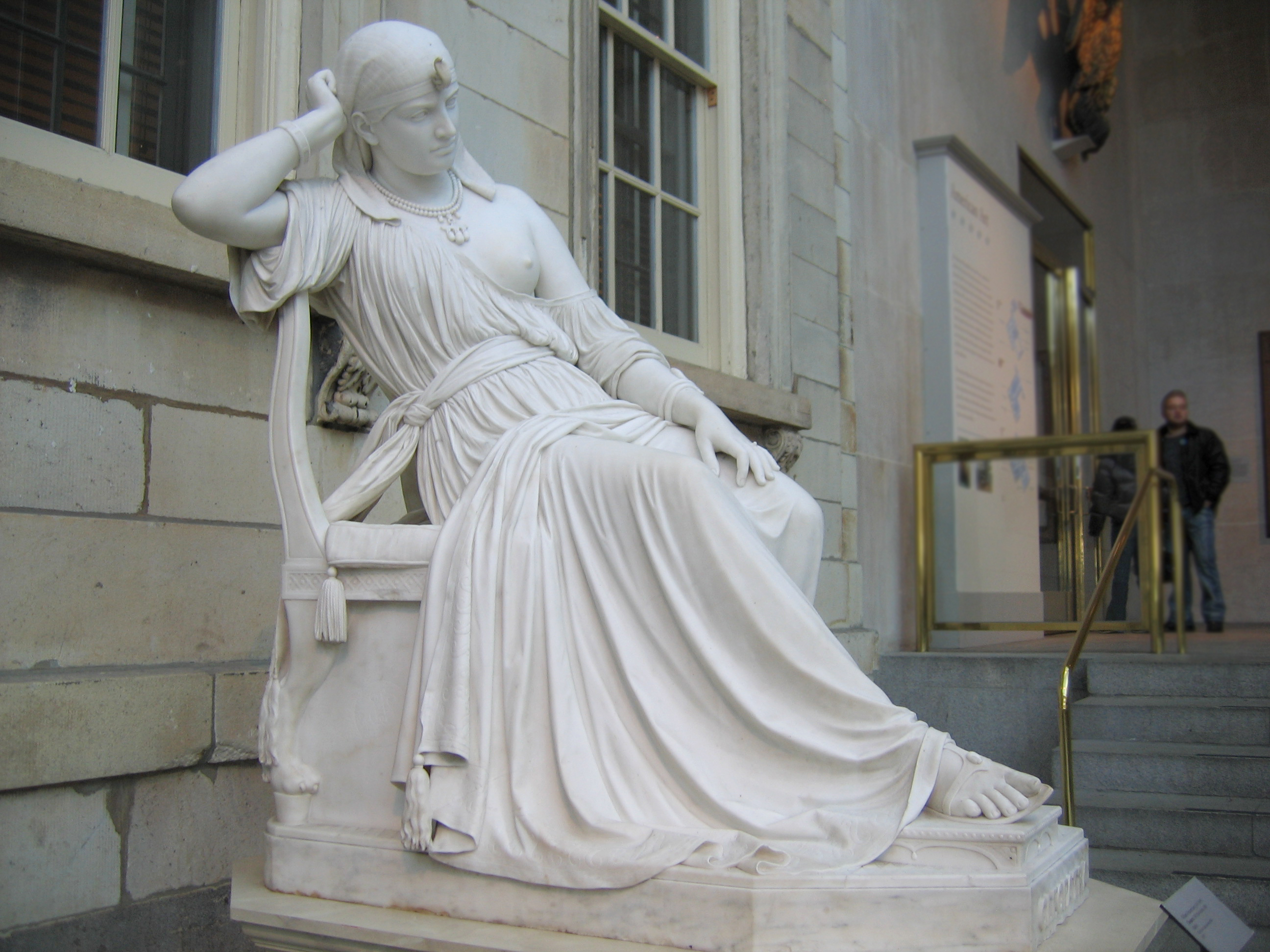
Cleopatra (1858-1869), de William Wetmore Story (Metropolitan Museum of Art)
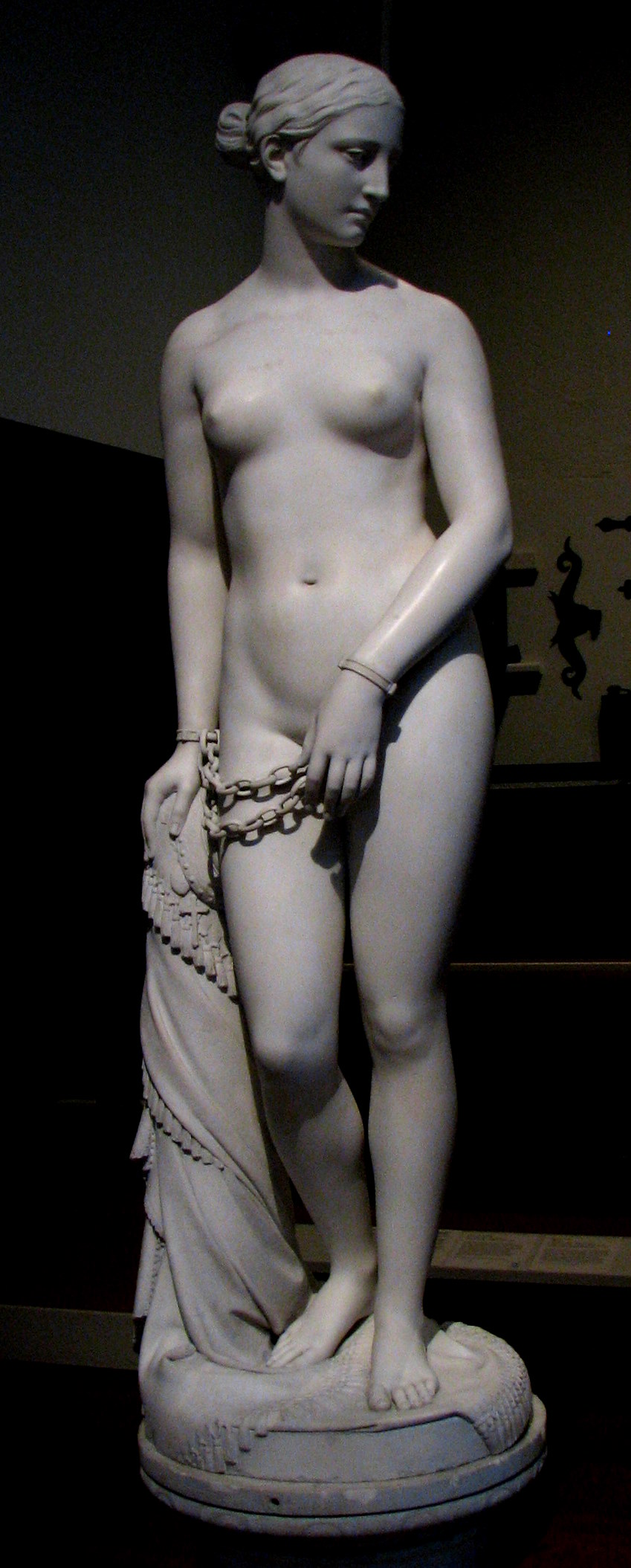
El esclavo griego (1851), de Hiram Powers
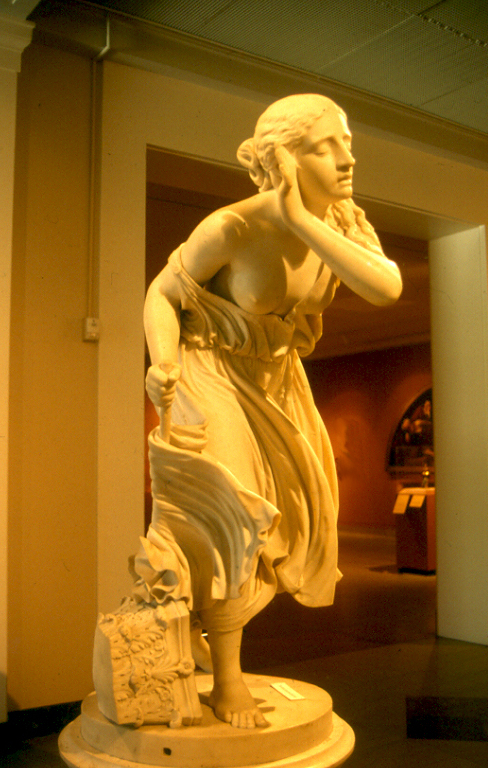
Nidija (1859), de Randolph Rogers

### Otros países
La influencia del neoclasicismo en la escultura fue menos fructífera en otros países de Europa, donde los grandes nombres se vuelven más escasos. Pero vale la pena recordar en Rusia: Vasily Demut-Malinovski, Ivan Martos y Fedot Shubin.